# Carl van Vechten
Carl Van Vechten (Cedar Rapids, Iowa, 17 de junho de 1880 — Nova Iorque, 21 de dezembro de 1964) foi um escritor e fotógrafo estadunidense que foi patrono do Harlem Renaissance.

## Vida
Ele ganhou fama como escritor, e notoriedade também, por seu romance de 1926 Nigger Heaven. Em seus últimos anos, ele começou a fotografar e tirou muitos retratos de pessoas notáveis. Embora tenha sido casado com mulheres durante a maior parte de sua vida adulta, Van Vechten também se envolveu em vários casos homossexuais ao longo dela.

## Publicações

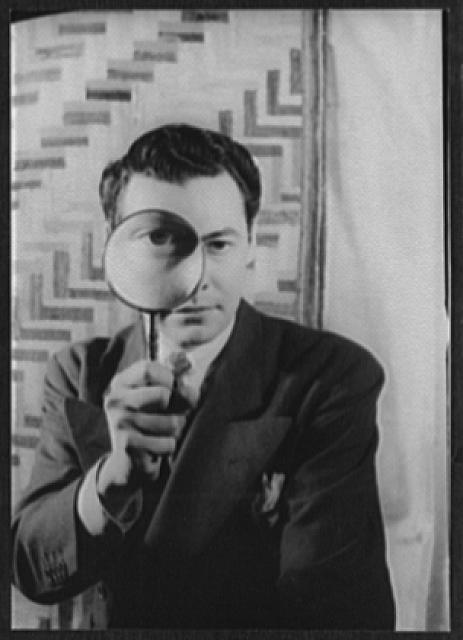
Saul Mauriber, após uma fotografia de Salvador Dalí por Halsman (1944), por Van Vechten

Aos 40 anos, Van Vechten escreveu o livro Peter Whiffle, este romance foi reconhecido uma obra importante para a coleção da história do Harlem Renaissance.
- Music After the Great War (1915)
- Music and Bad Manners (1916)
- Interpreters and Interpretations (1917)
- The Merry-Go-Round (1918)
- The Music of Spain (1918)
- In the Garret (1919)
- The Tiger in the House (1920)
- Lords of the Housetops (1921)
- Peter Whiffle (1922)
- The Blind Bow-Boy (1923)
- The Tattooed Countess (1924)
- Red (1925)
- Firecrackers. A Realistic Novel (1925)
- Excavations (1926)
- Nigger Heaven (1926)
- Spider Boy (1928)
- Parties (1930)
- Feathers (1930)
- Sacred and Profane Memories (1932)

Póstumo
- The Dance Writings of Carl Van Vechten (1974)

## Galeria

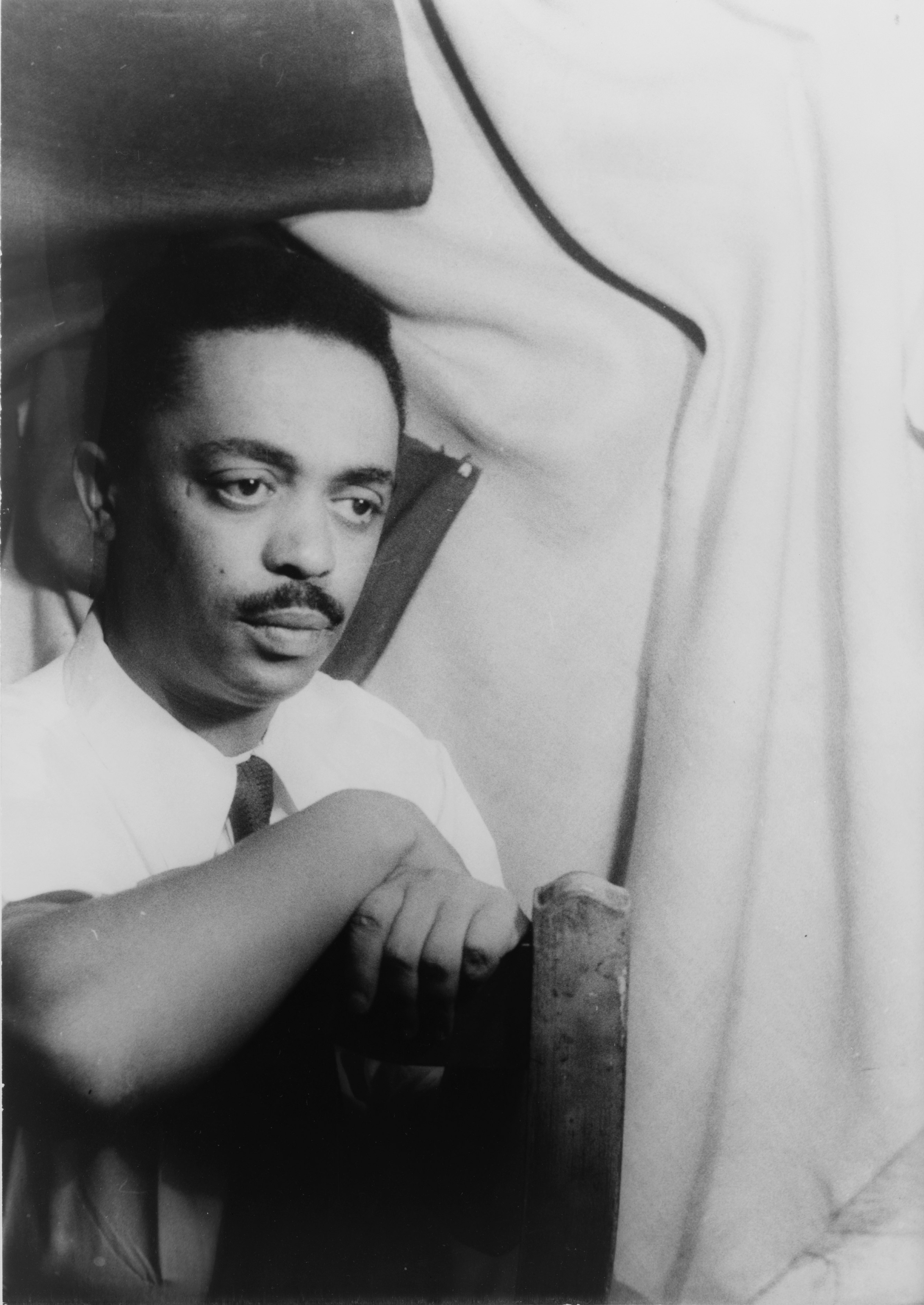
Peter Abrahams, 1955
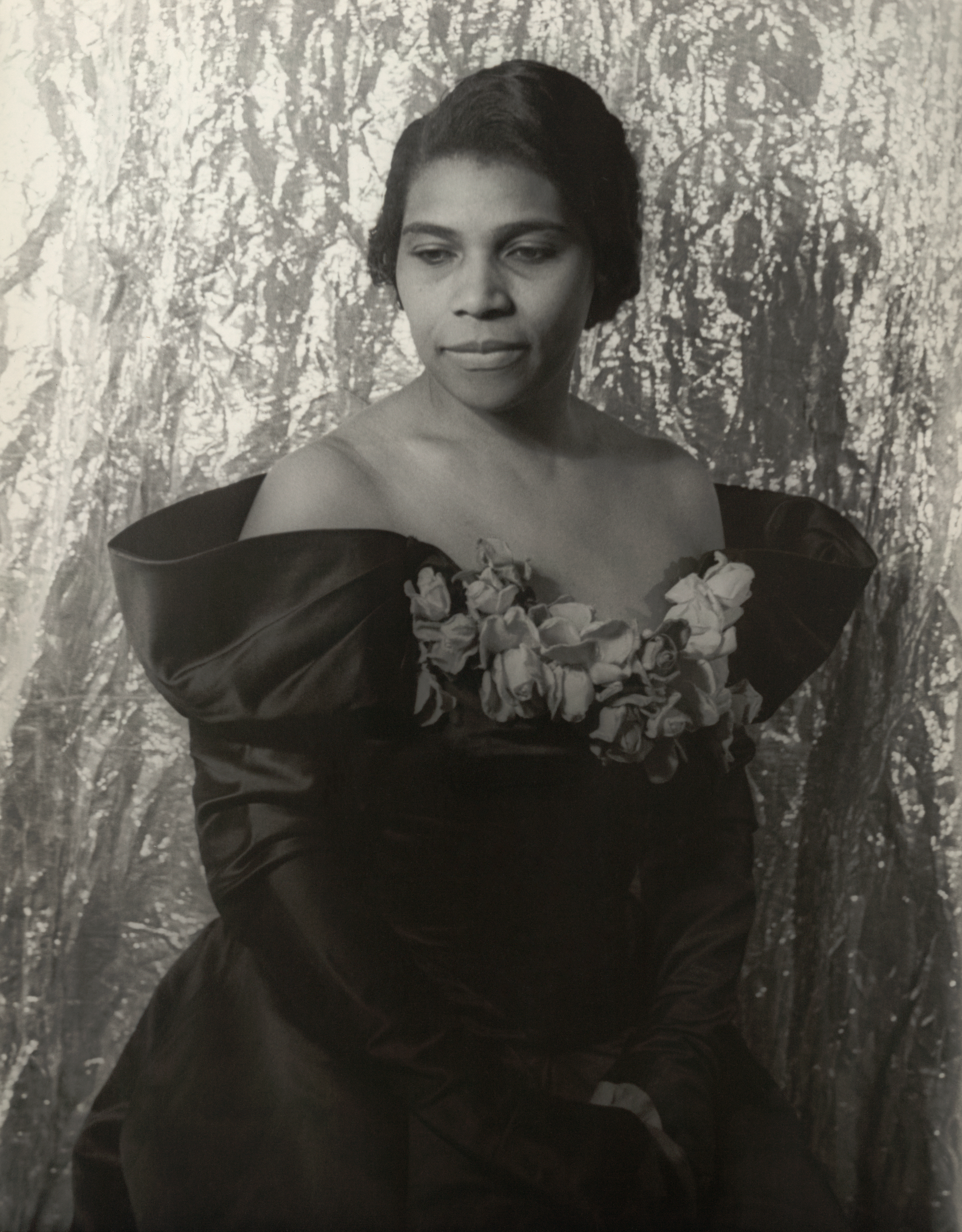
Marian Anderson, 1940
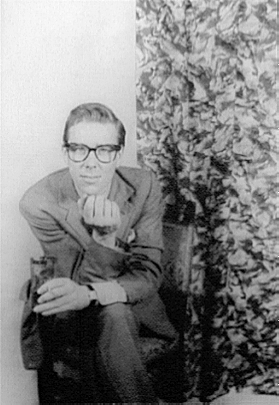
Antony Armstrong-Jones, 1958
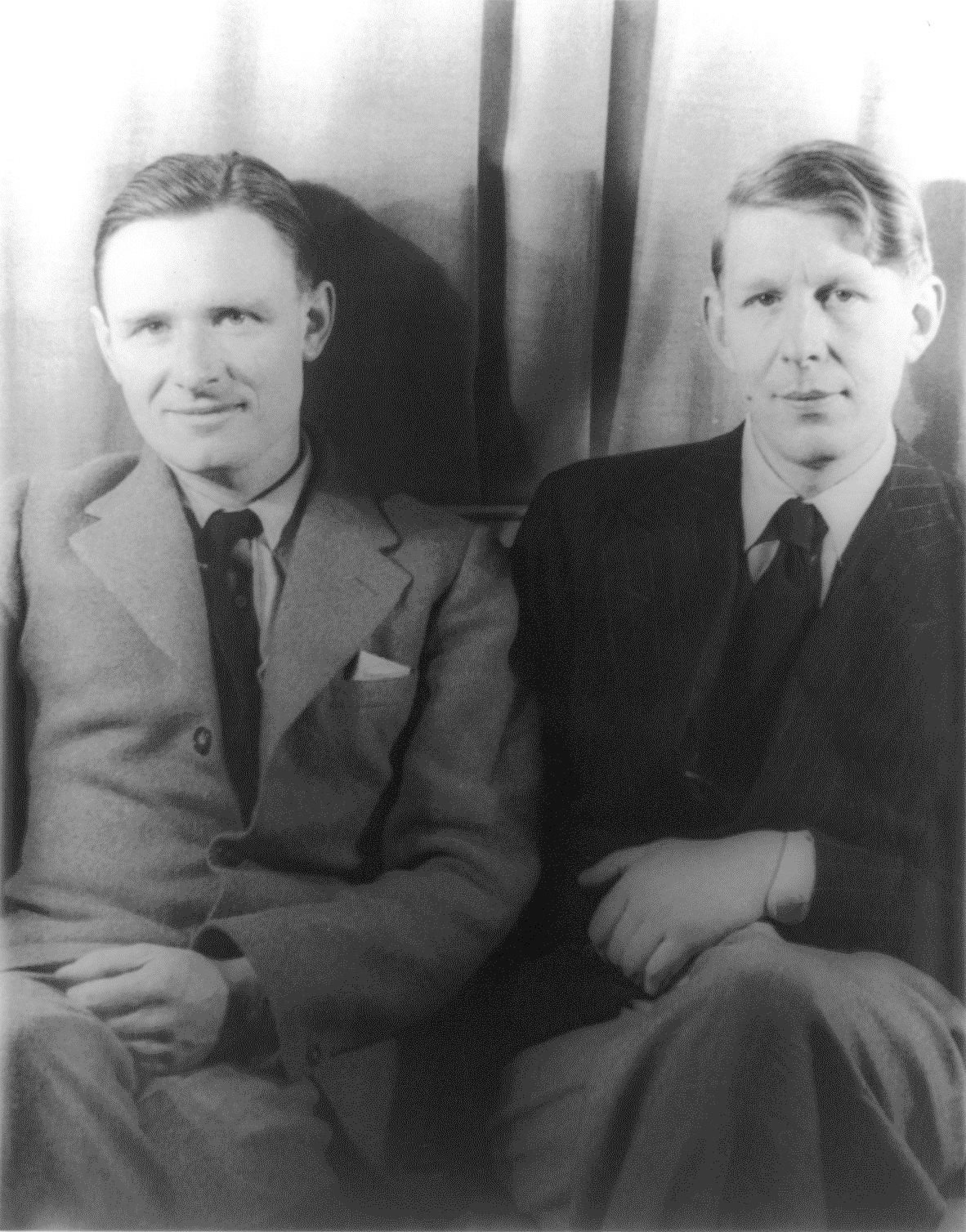
Christopher Isherwood and W. H. Auden, 1939
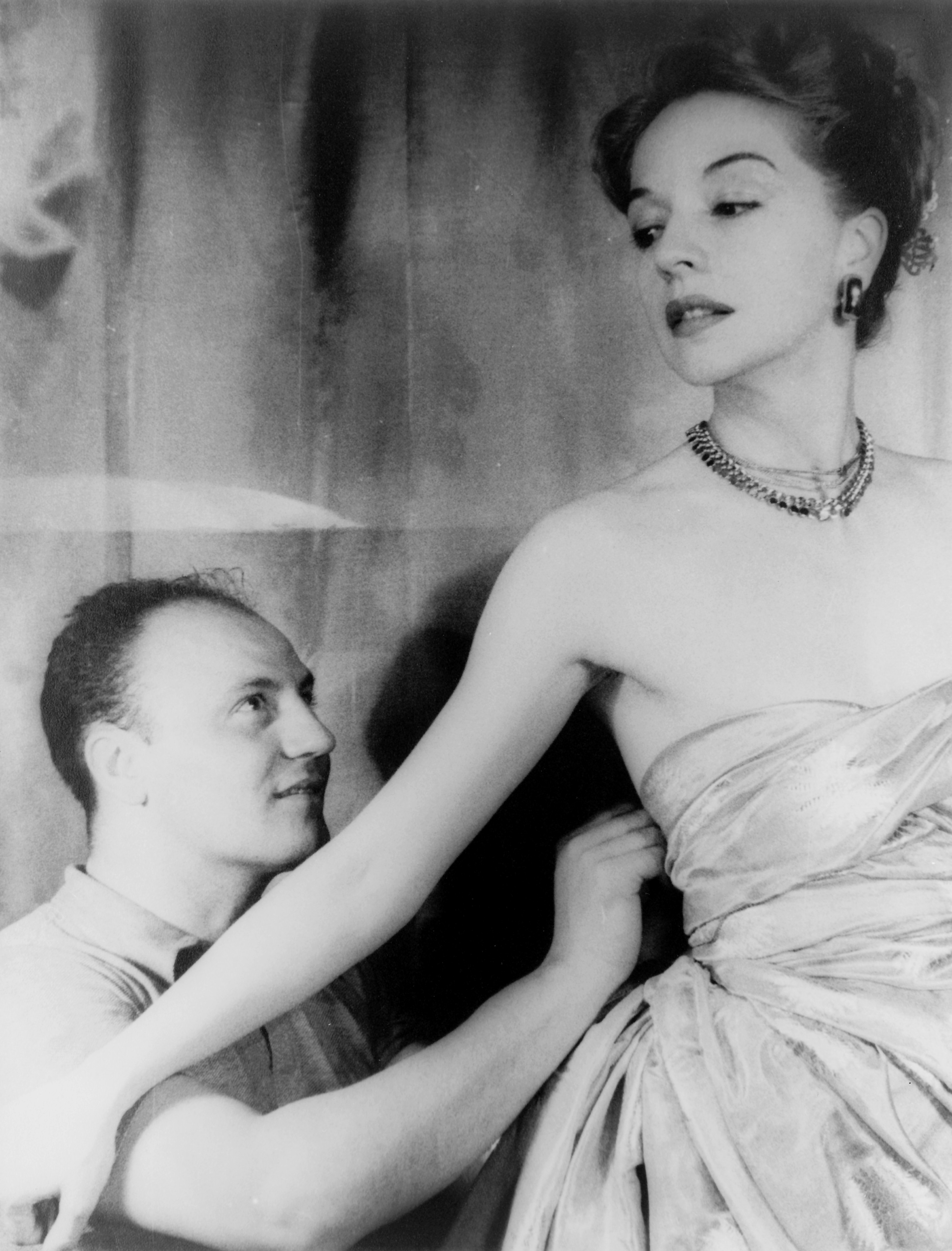
Pierre Balmain and Ruth Ford, 1947
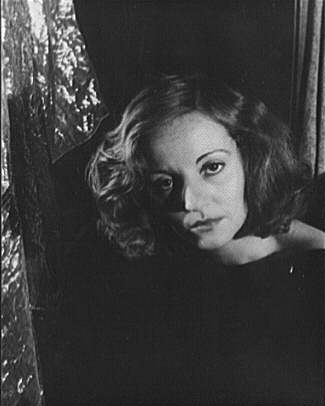
Tallulah Bankhead, 1934
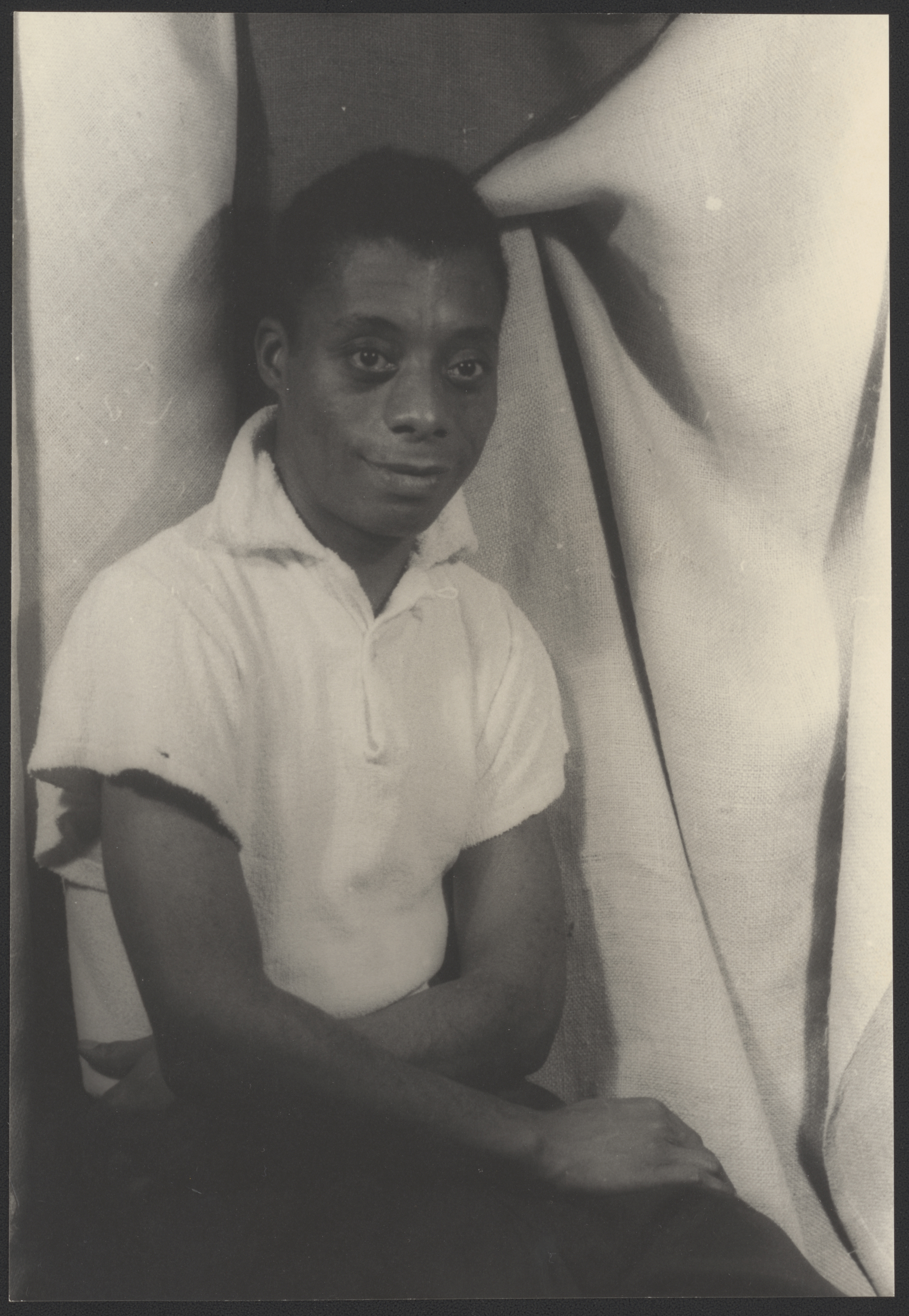
James Baldwin, 1955
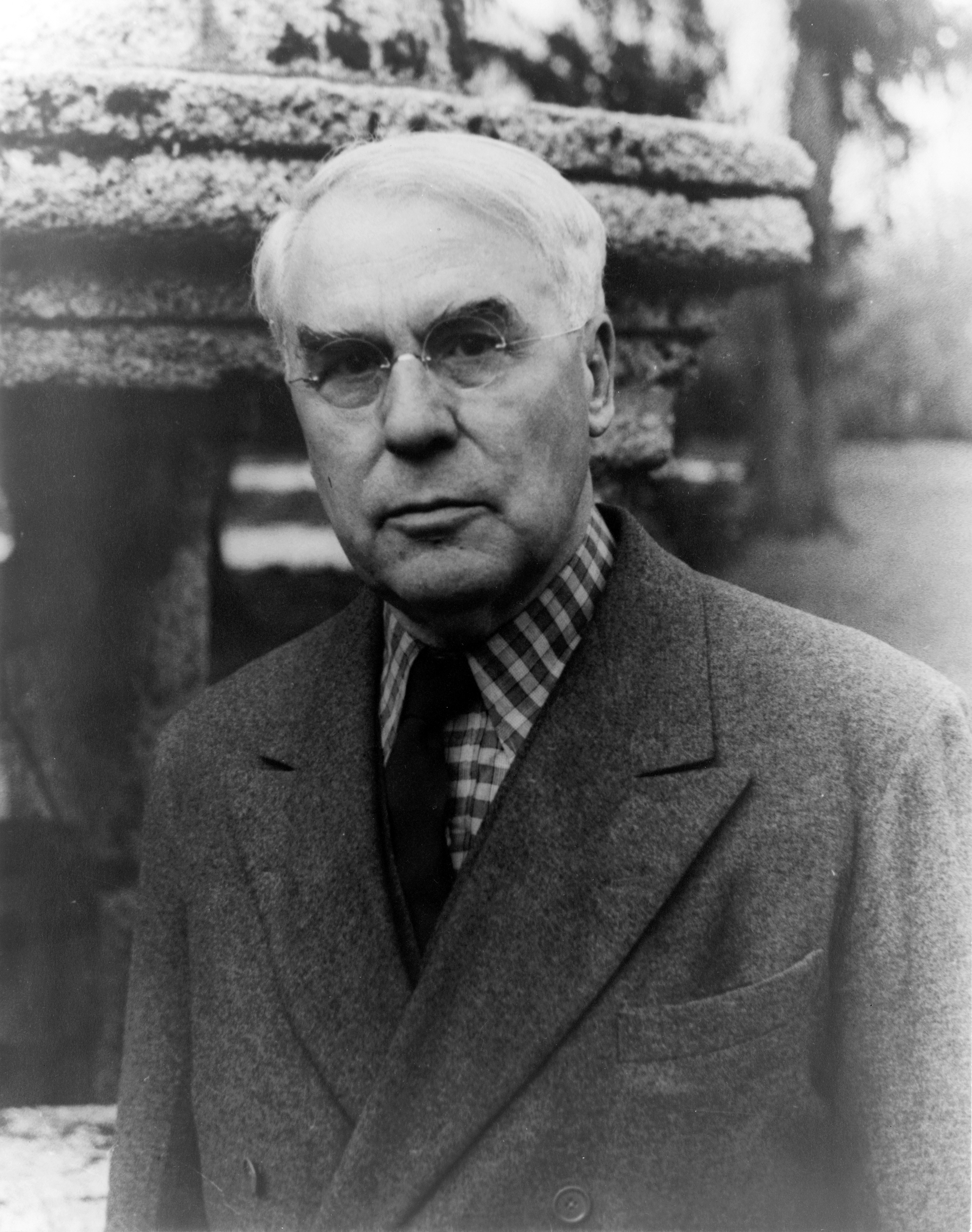
Albert C. Barnes, 1940
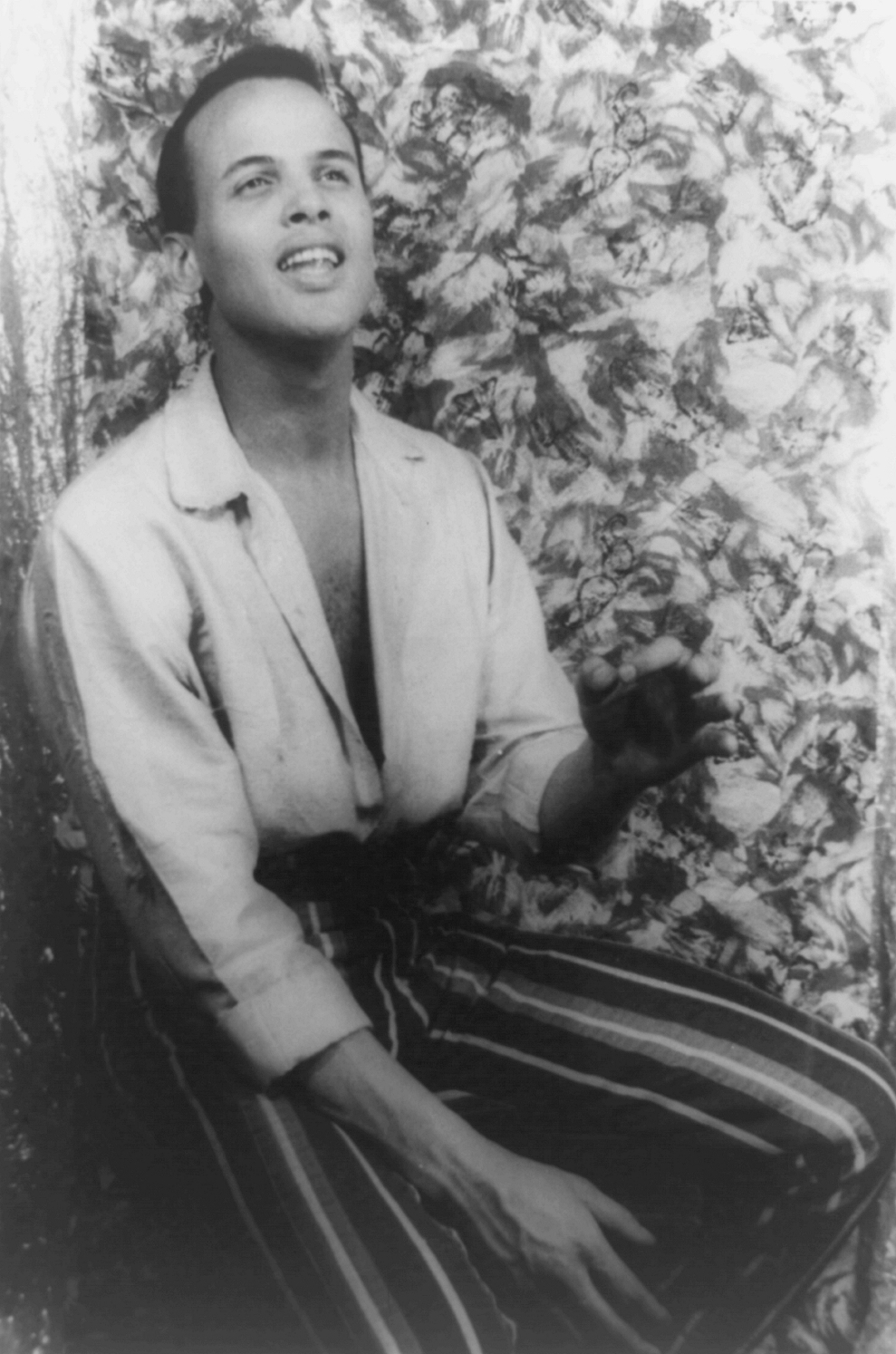
Harry Belafonte, 1954
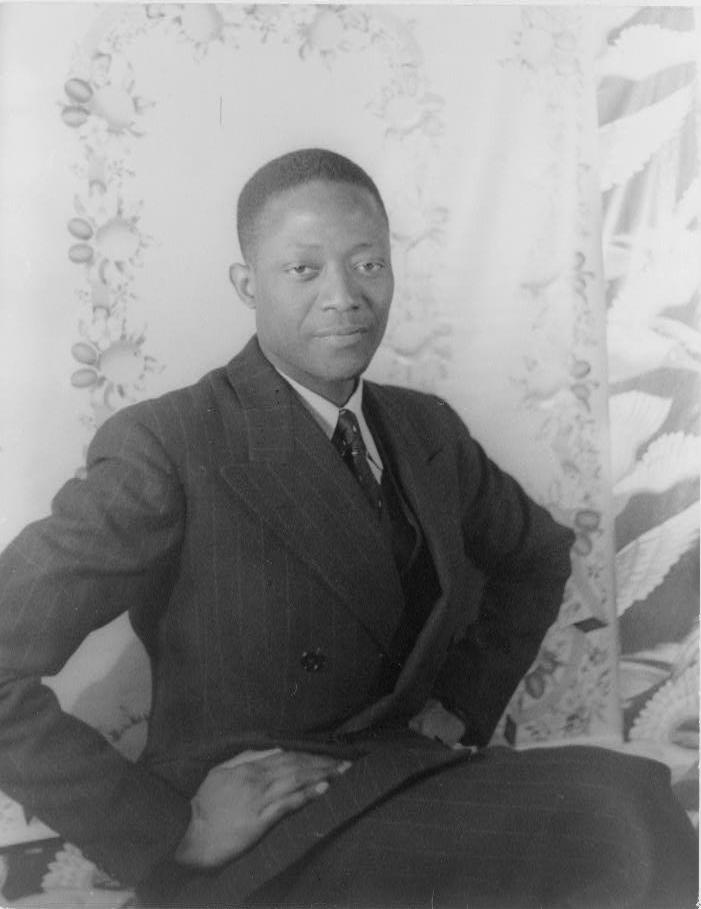
Féral Benga, 1937
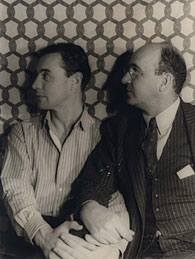
Robert Hunt and Witter Bynner
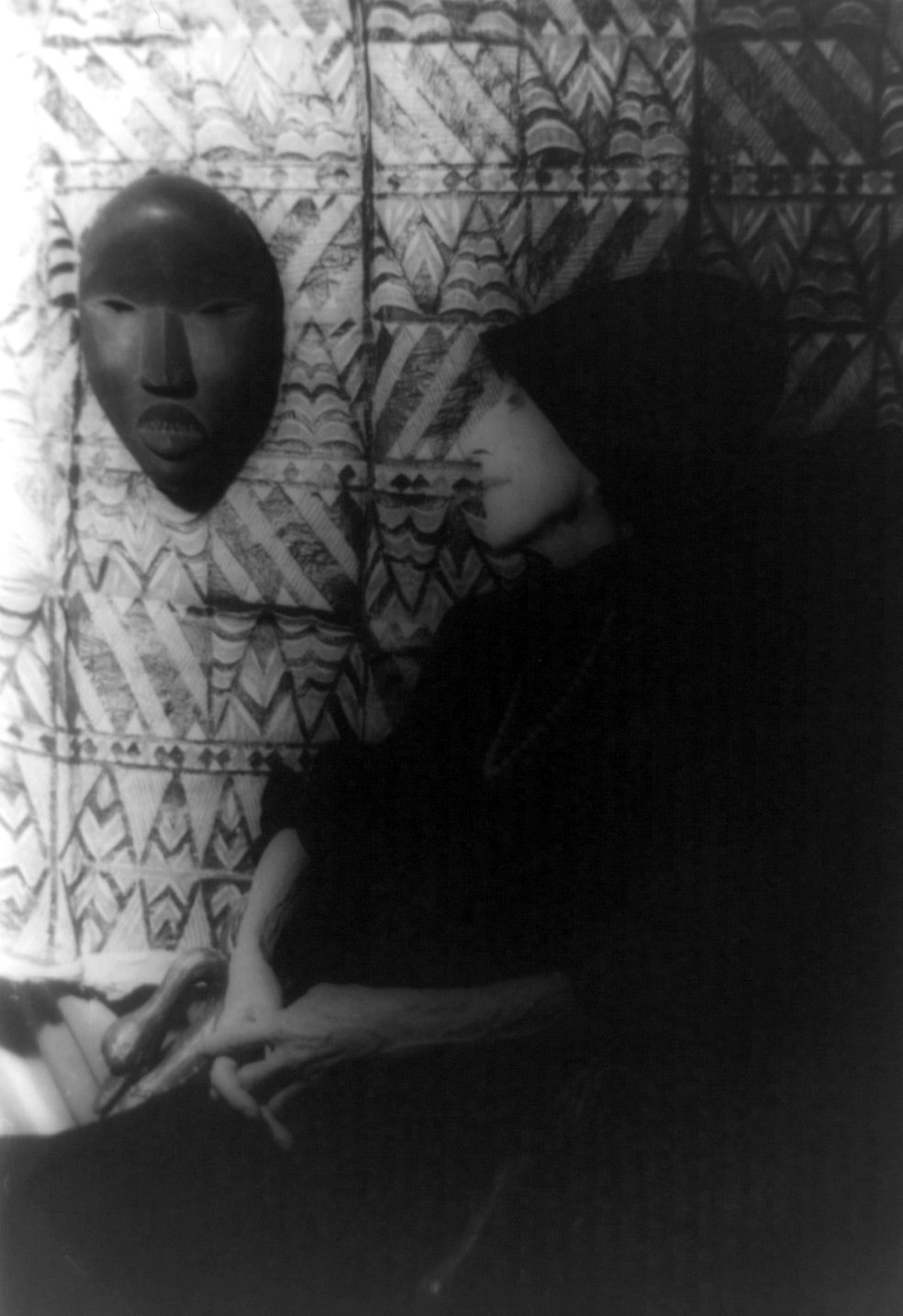
Karen von Blixen-Finecke, 1959
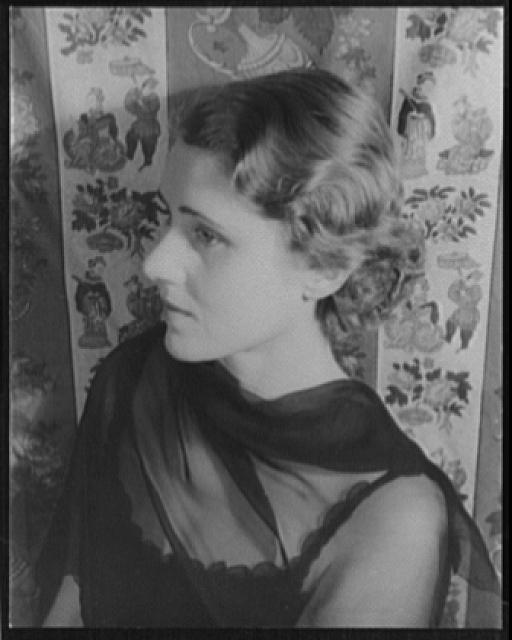
Clare Boothe Luce, 1932
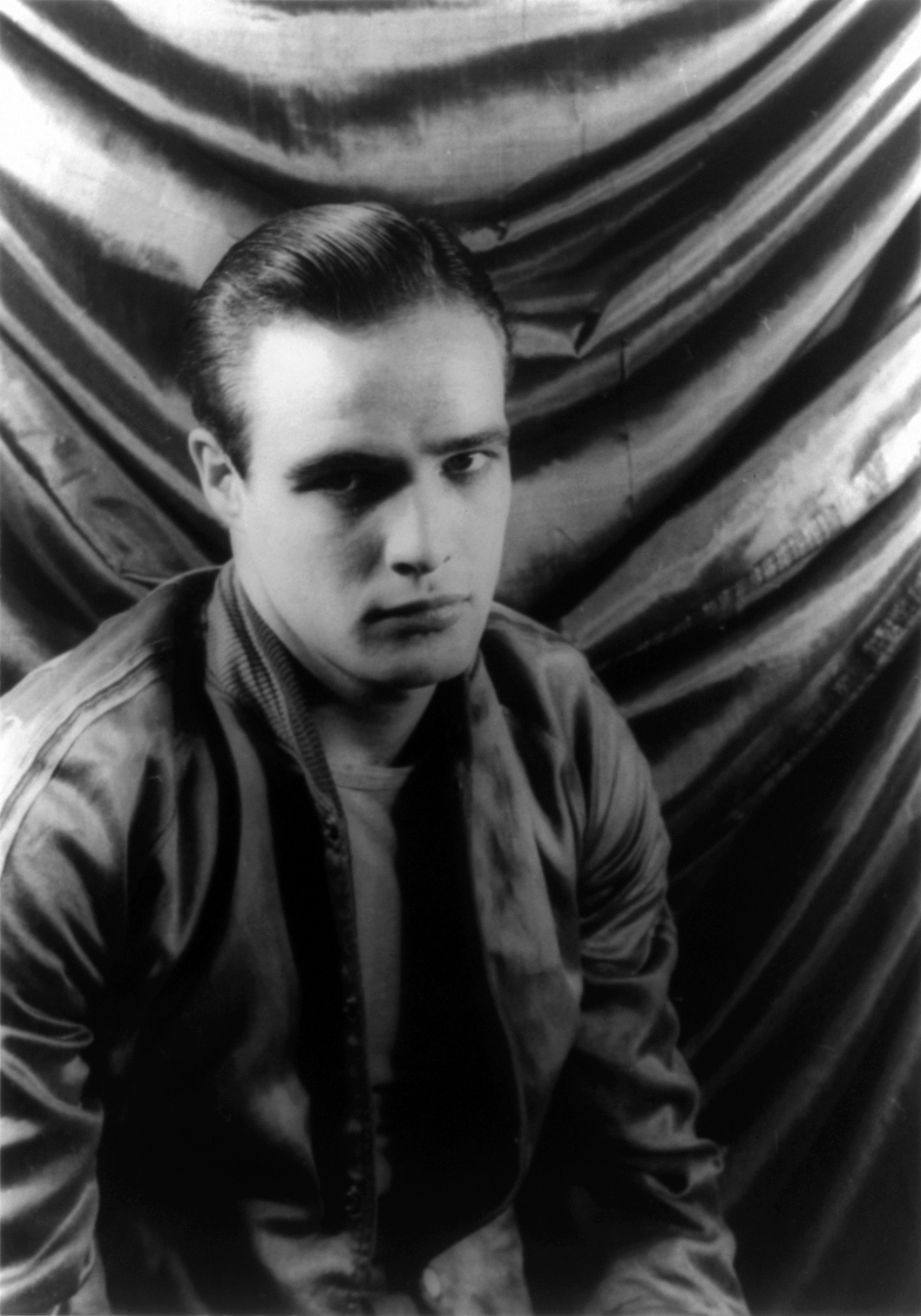
Marlon Brando, 1948
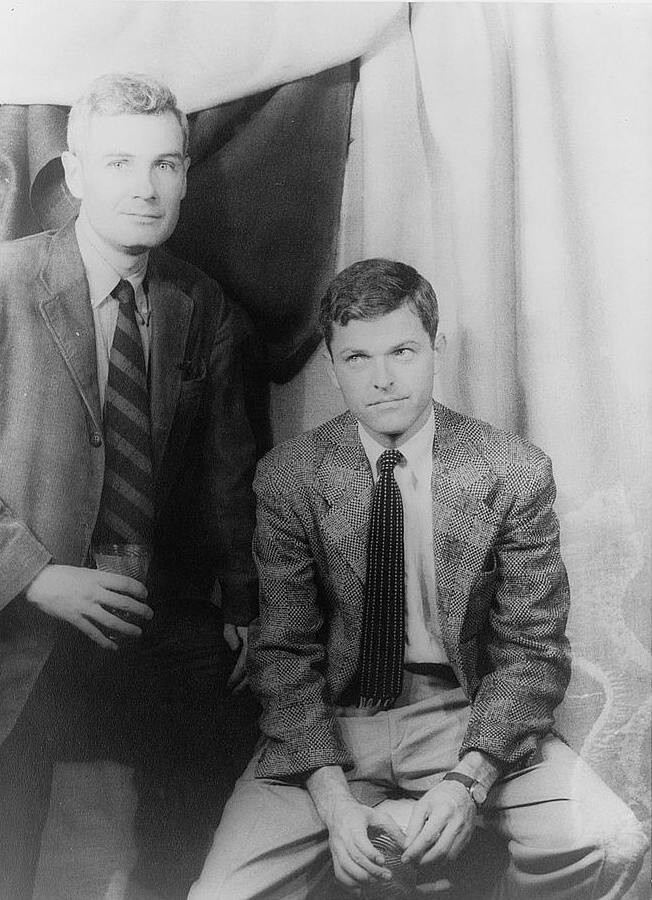
Donald Windham and Sandy Campbell, 1955
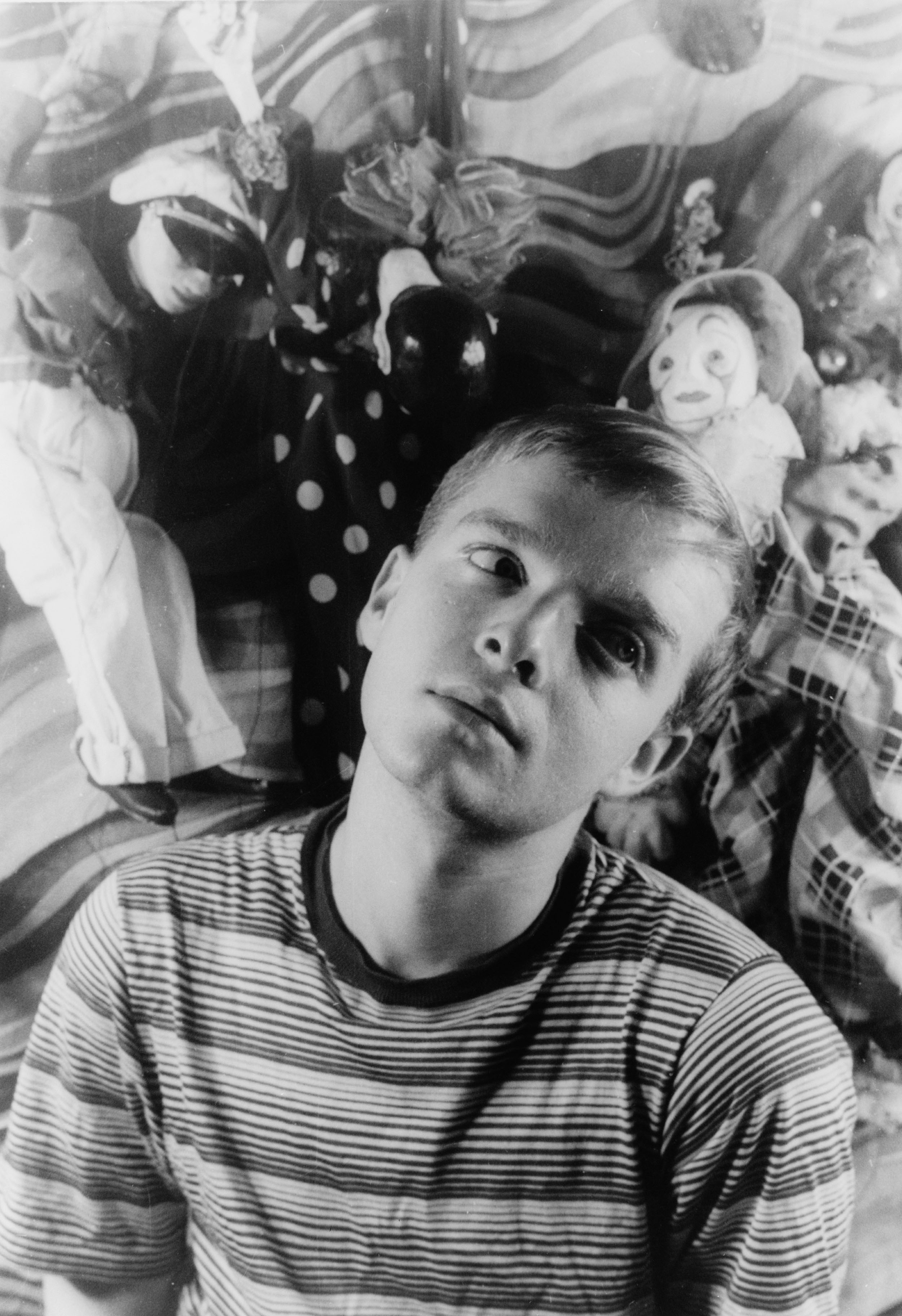
Truman Capote, 1948
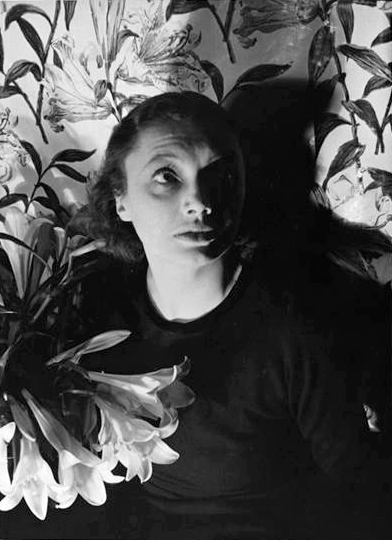
Katharine Cornell, 1933
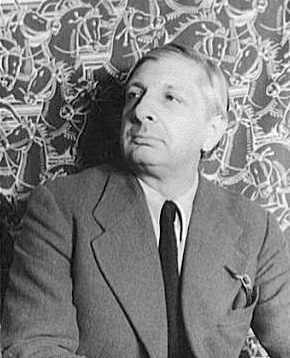
Giorgio de Chirico, 1936
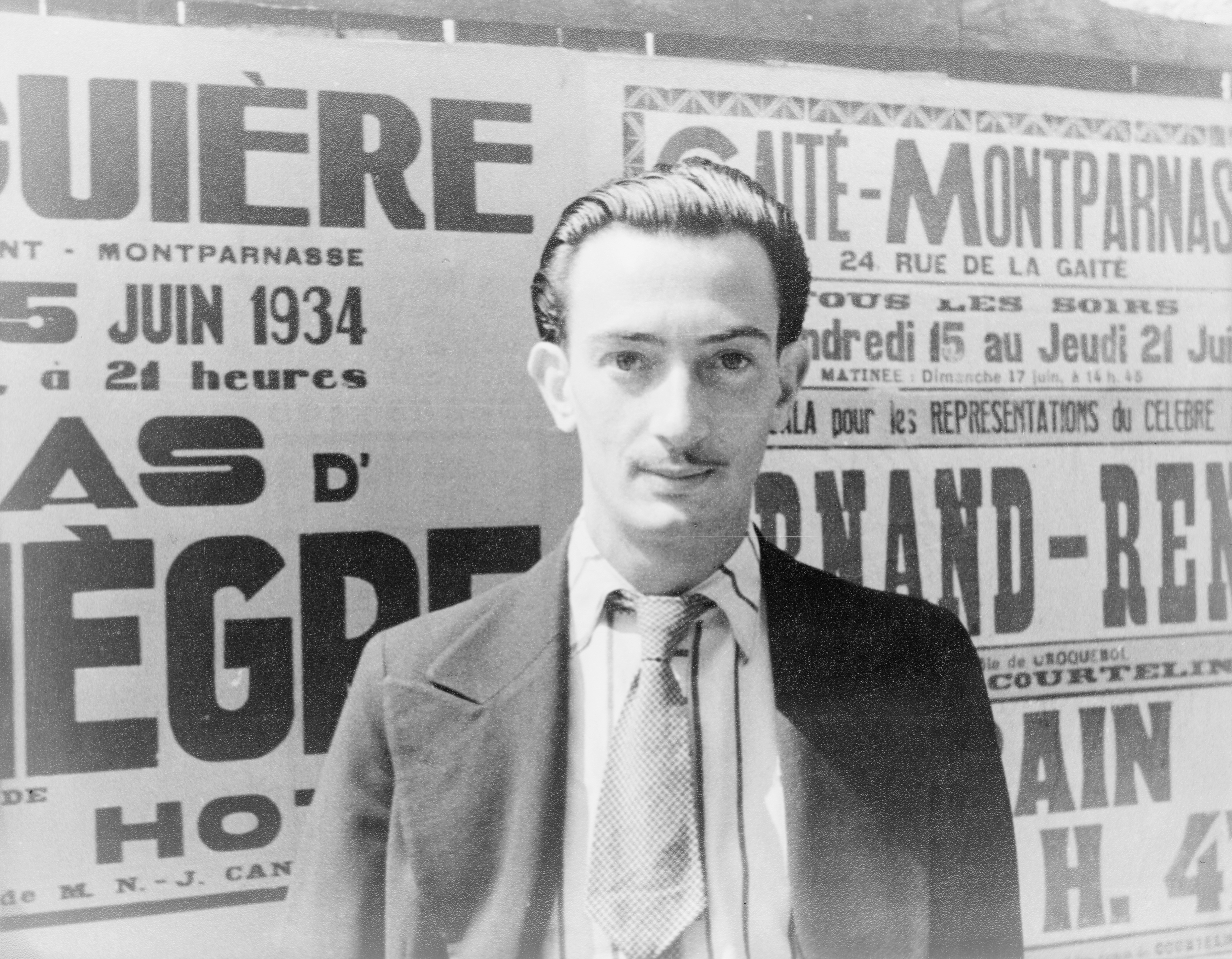
Salvador Dalí, 1934
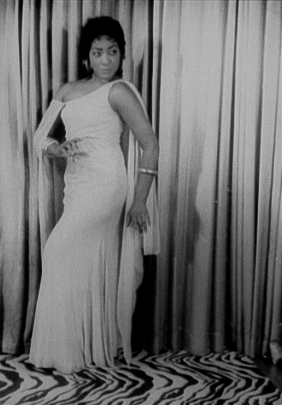
Gloria Davy, 1958
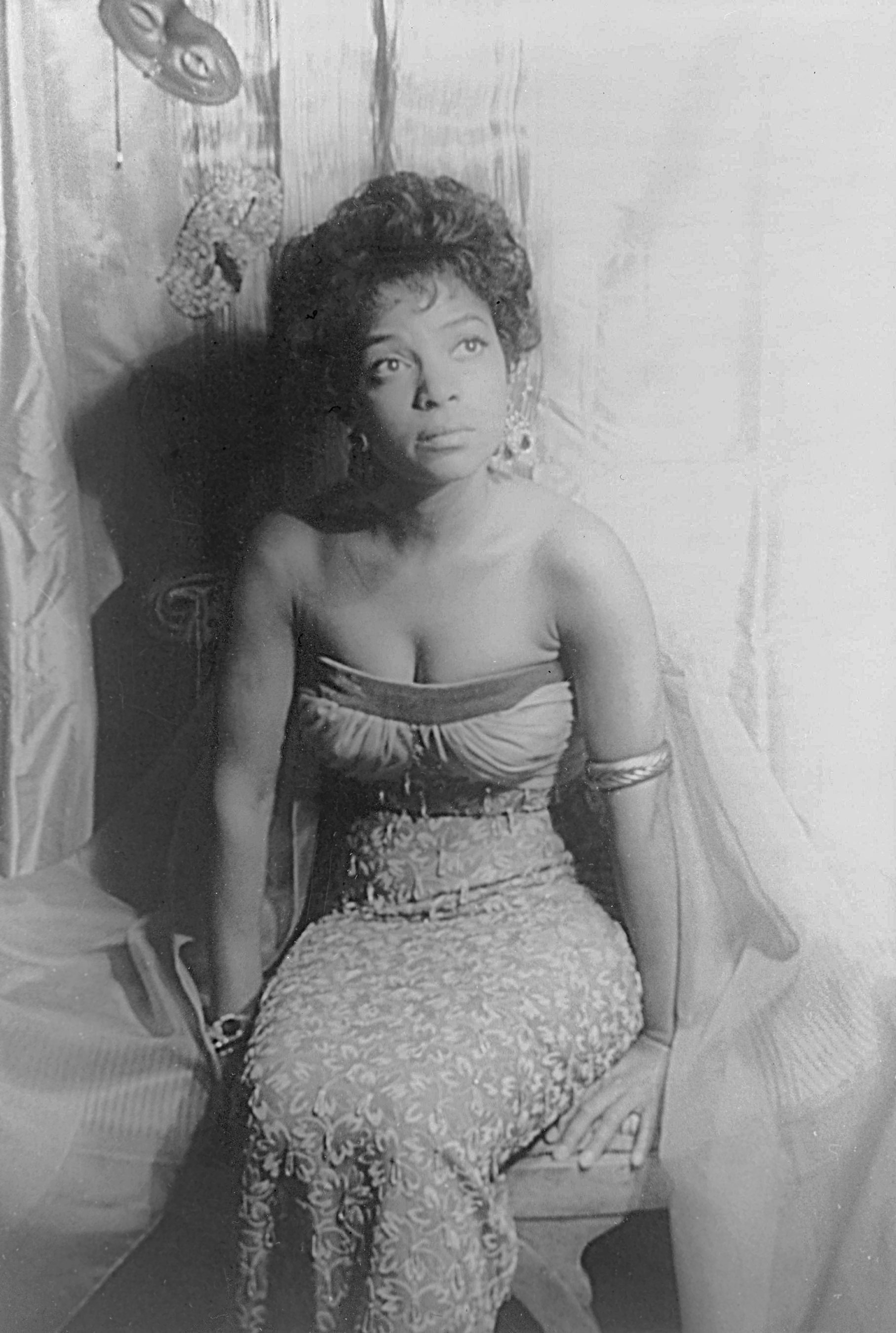
Ruby Dee, 1962
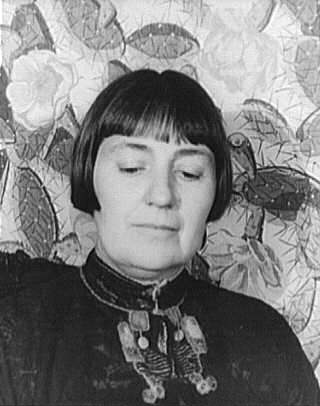
Mabel Dodge Luhan, 1934
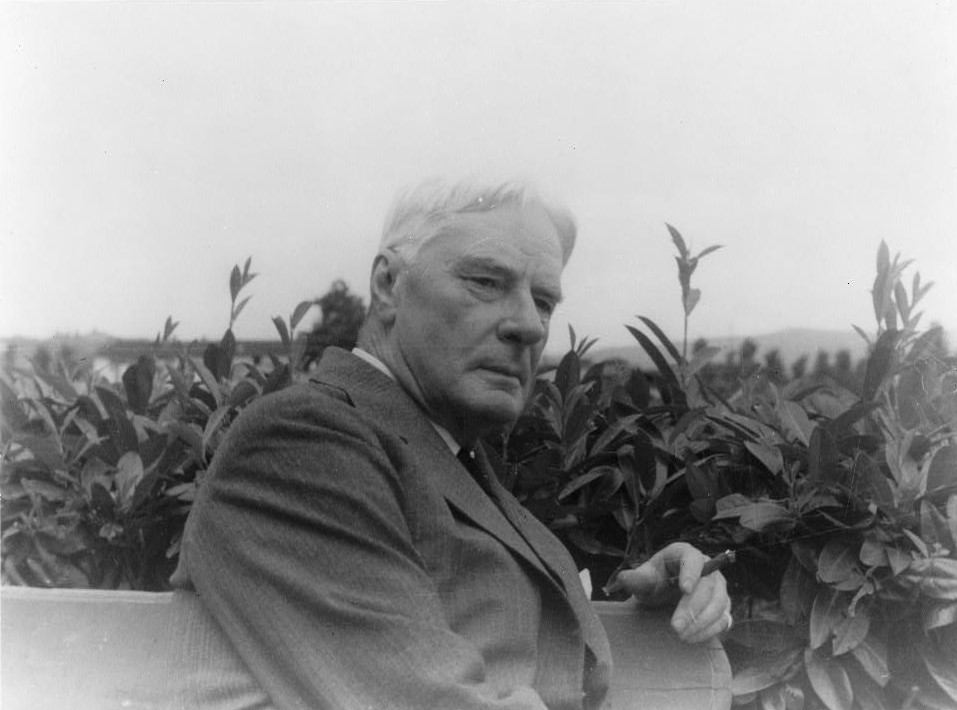
Norman Douglas, 1935
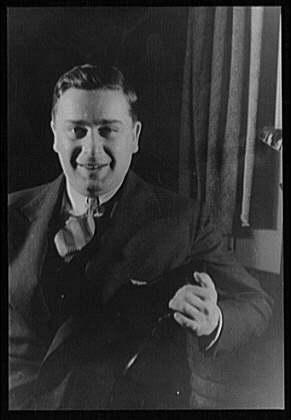
John Van Druten, 1932
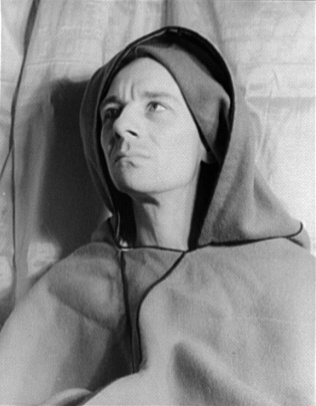
John Gielgud as Richard II, 1936
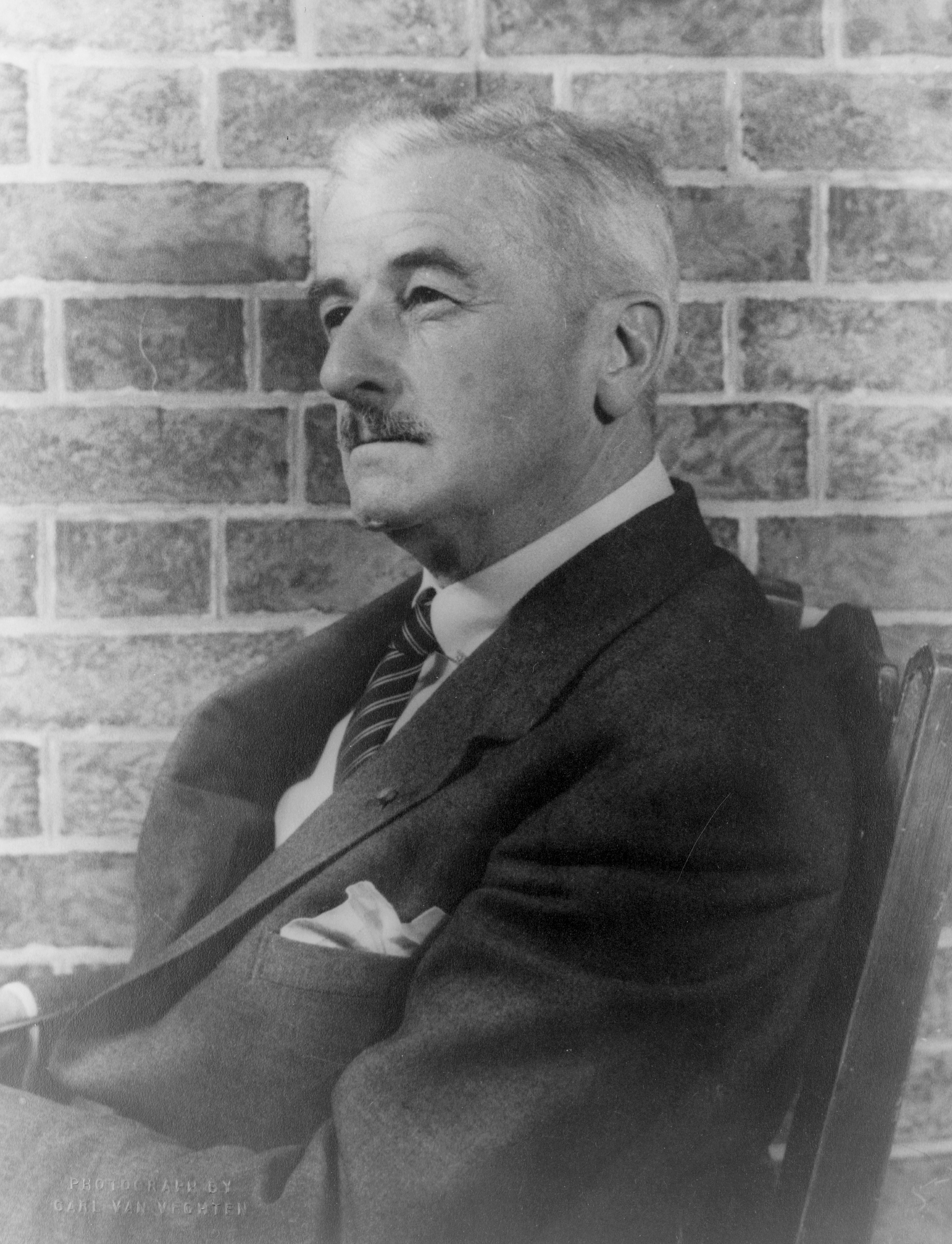
William Faulkner, 1954
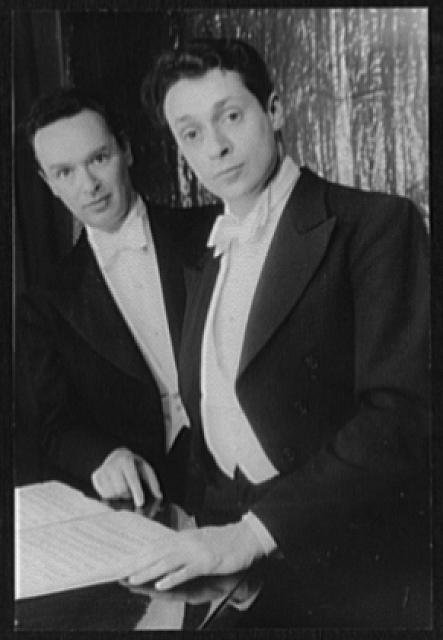
Arthur Gold and Robert Fizdale, 1952
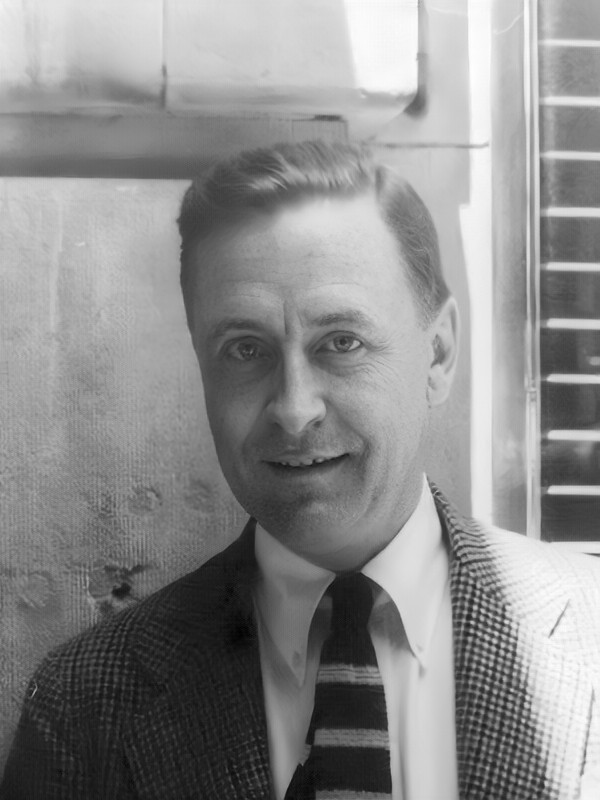
F. Scott Fitzgerald, 1937
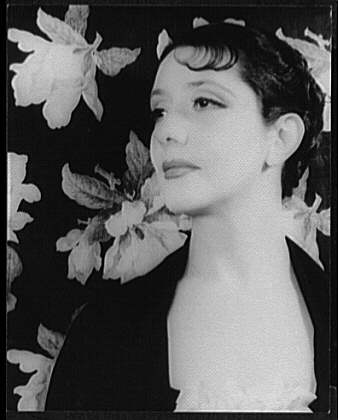
Lynn Fontanne, 1932
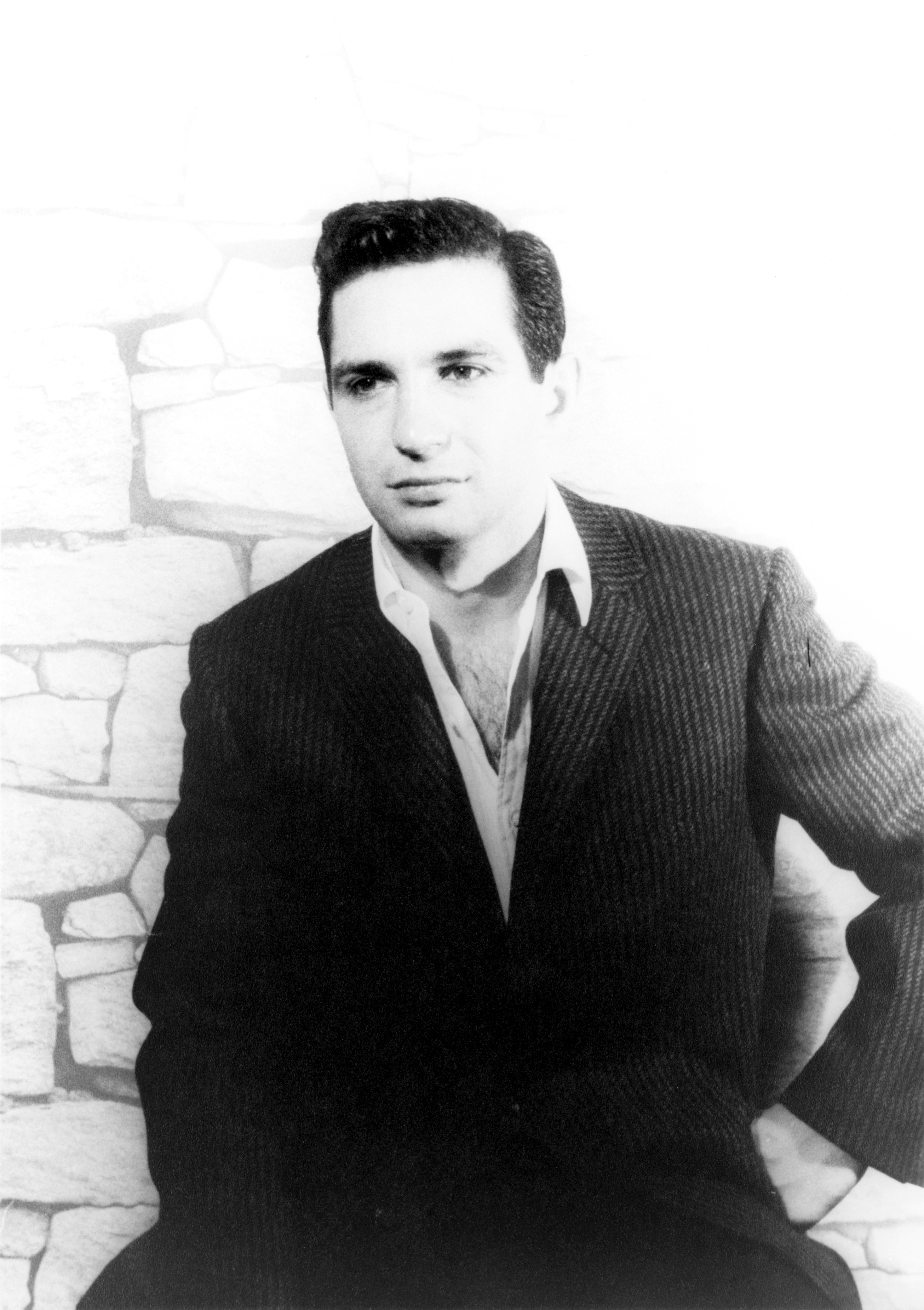
Ben Gazzara, 1955
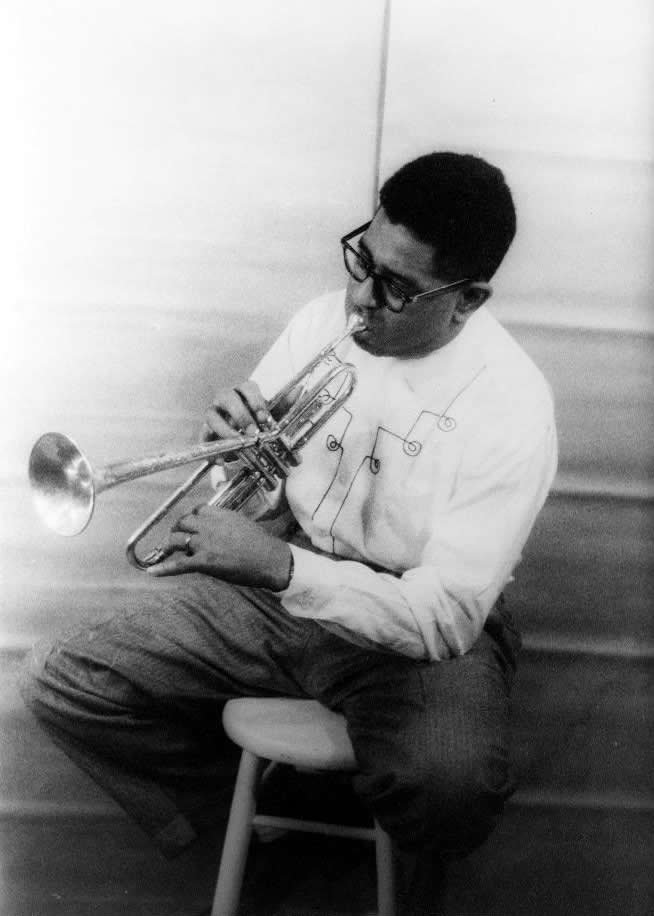
Dizzy Gillespie, 1955
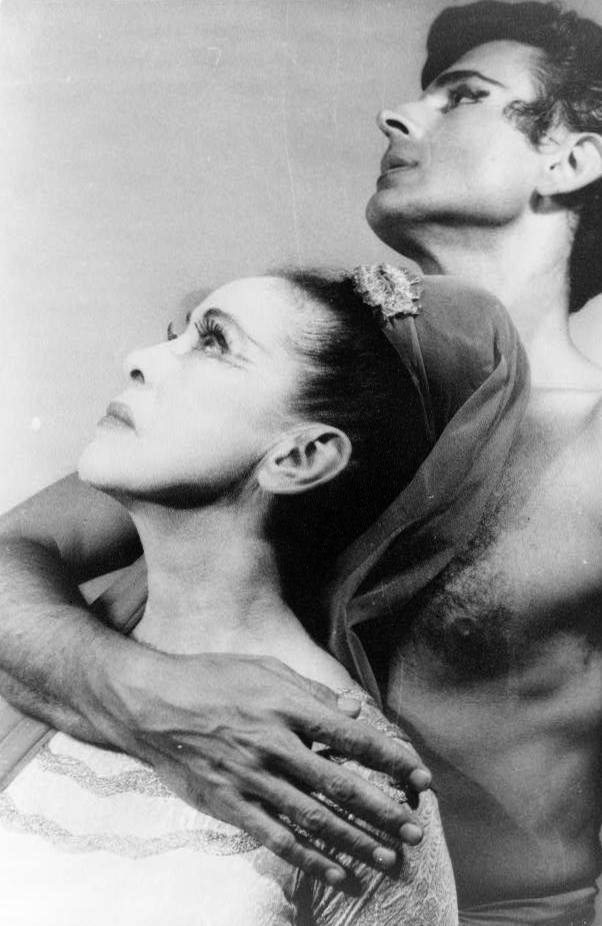
Martha Graham and Bertram Ross, 1961
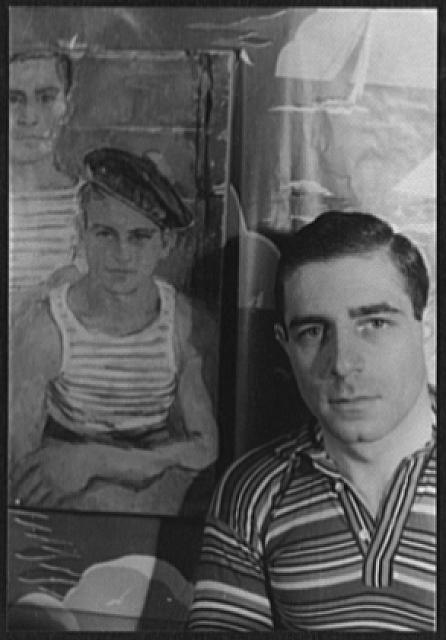
Maurice Grosser, 1935
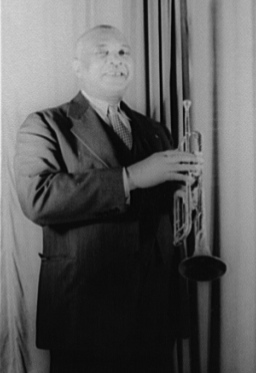
W. C. Handy, 1941
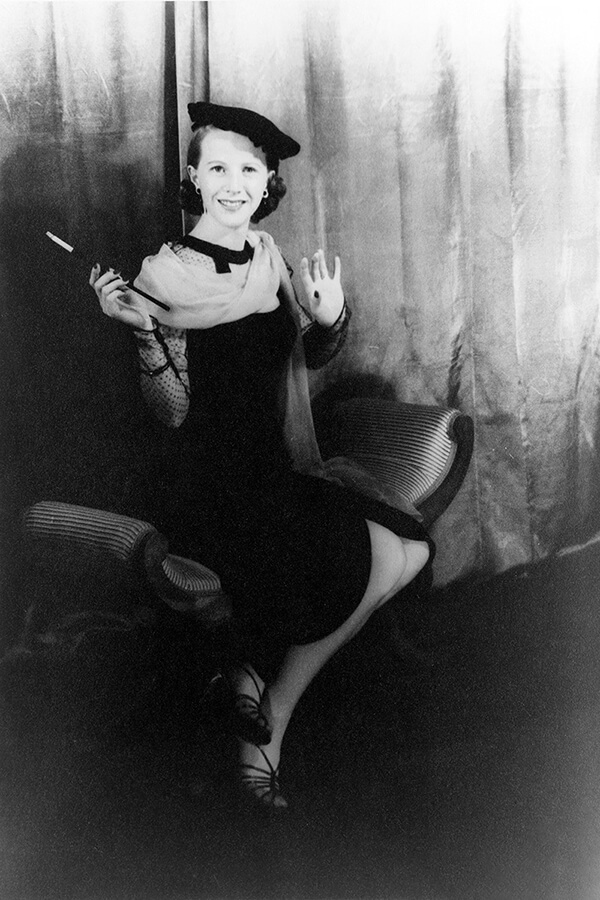
Julie Harris, 1952
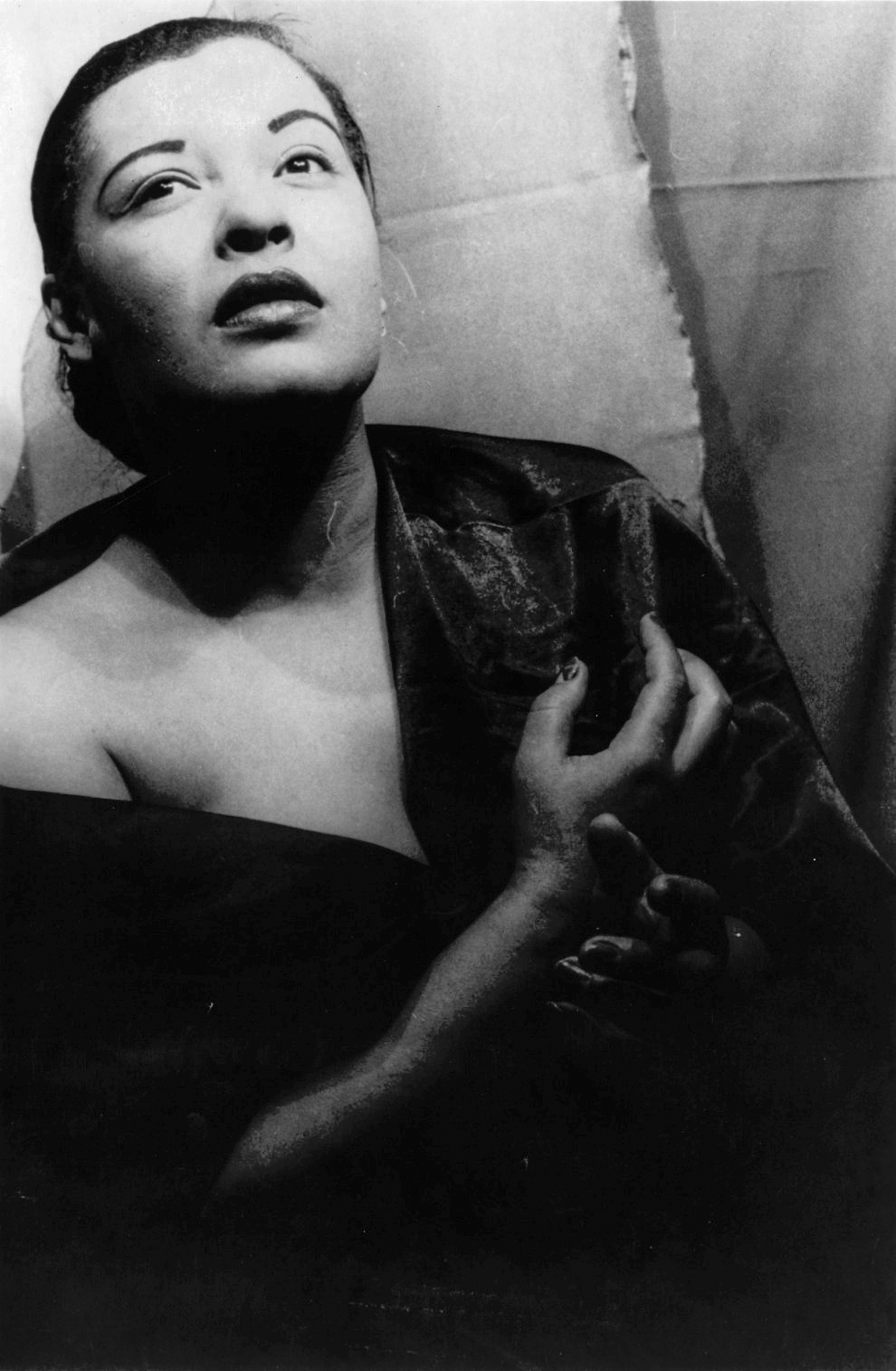
Billie Holiday, 1949
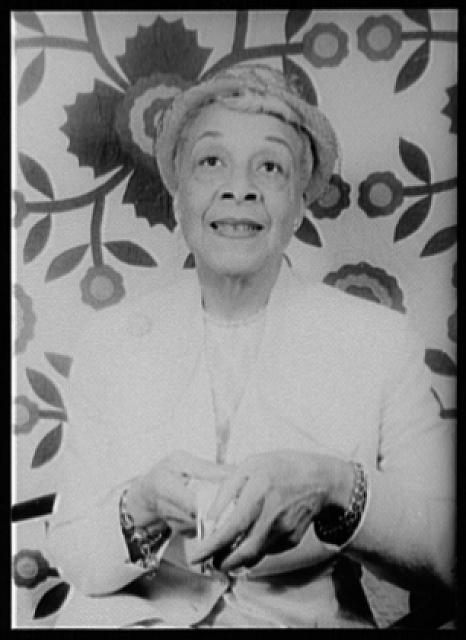
Nora Holt, 1955
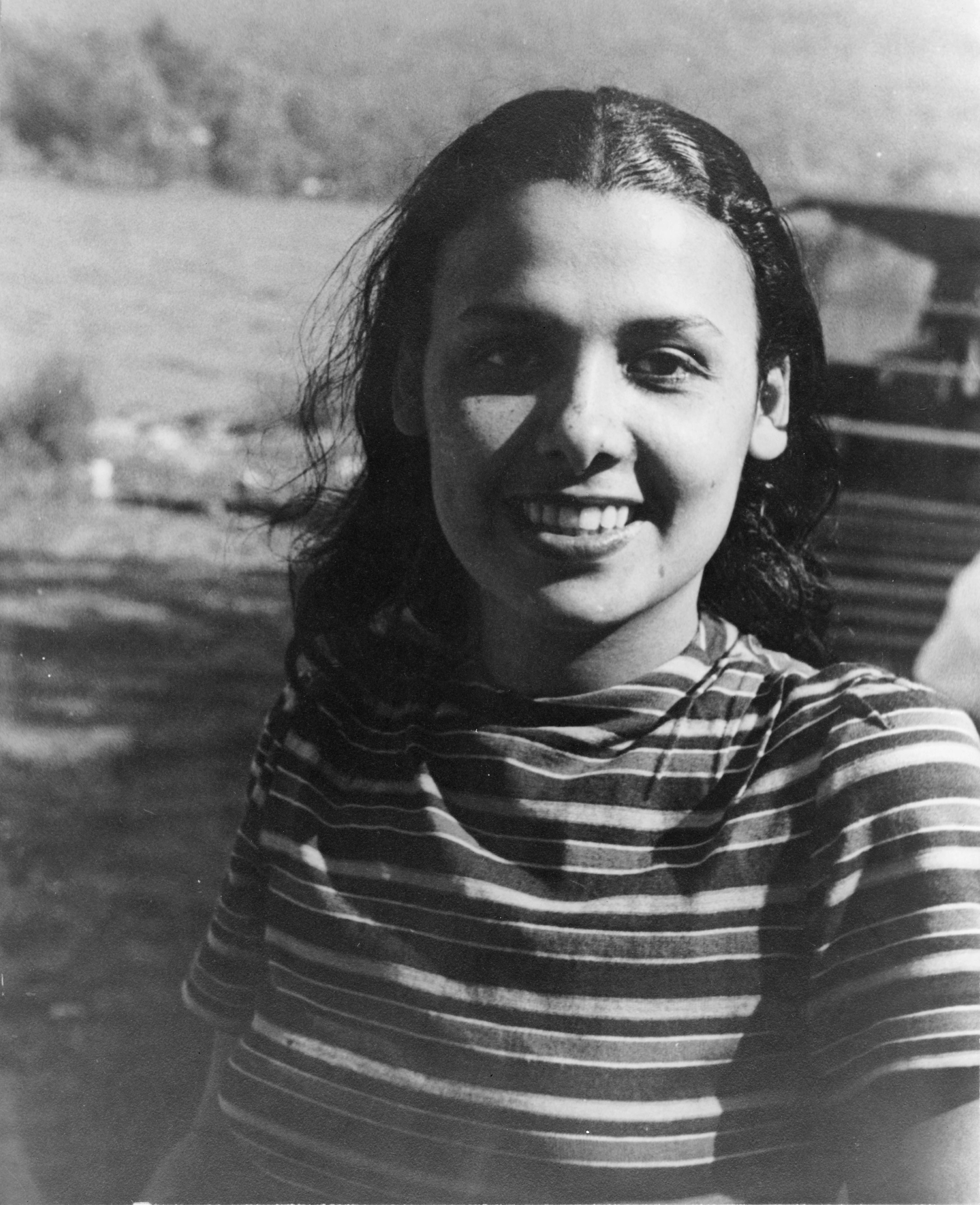
Lena Horne, 1941
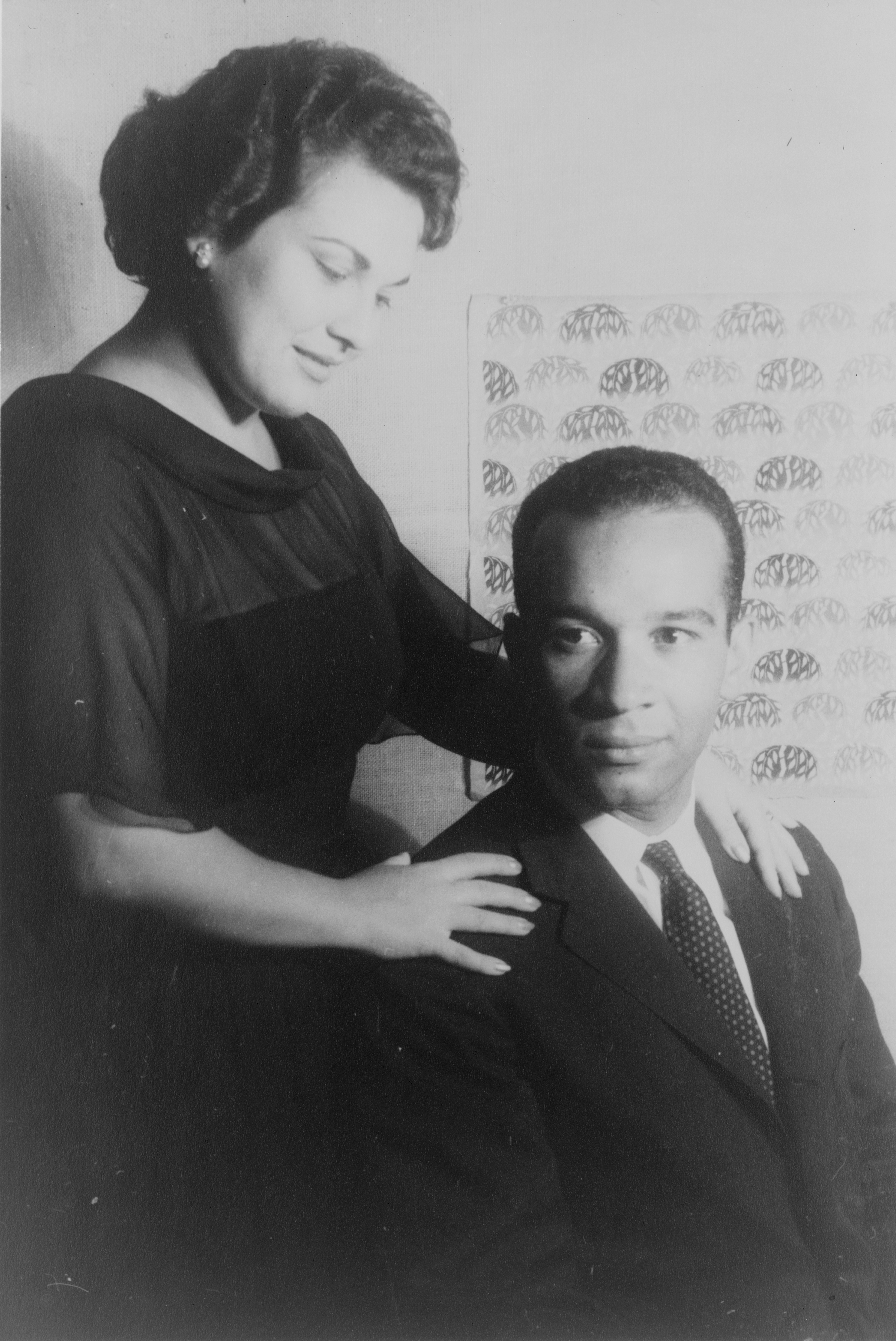
Marilyn Horne and Henry Lewis, 1961
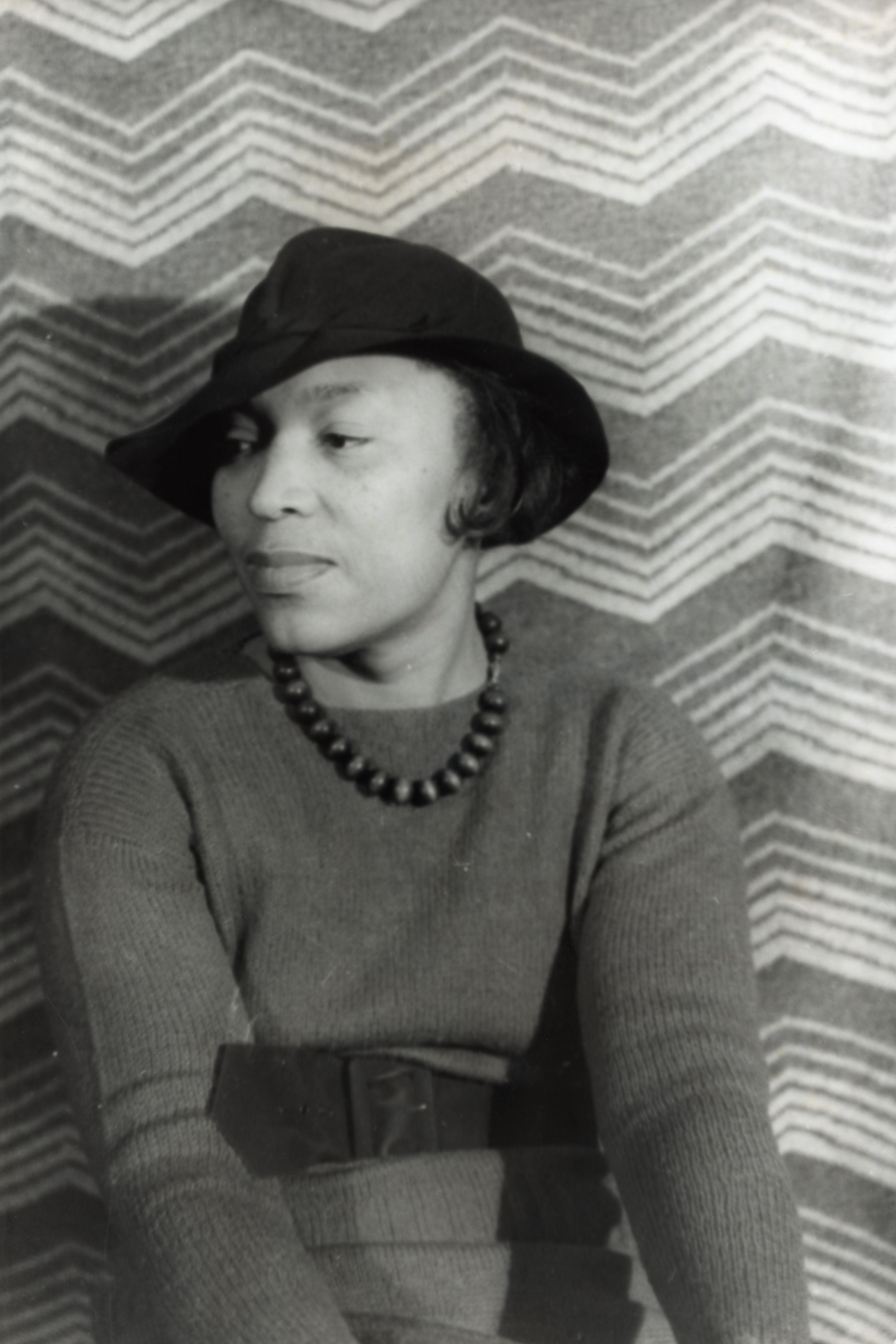
Zora Neale Hurston, 1938
José Iturbi, 1933
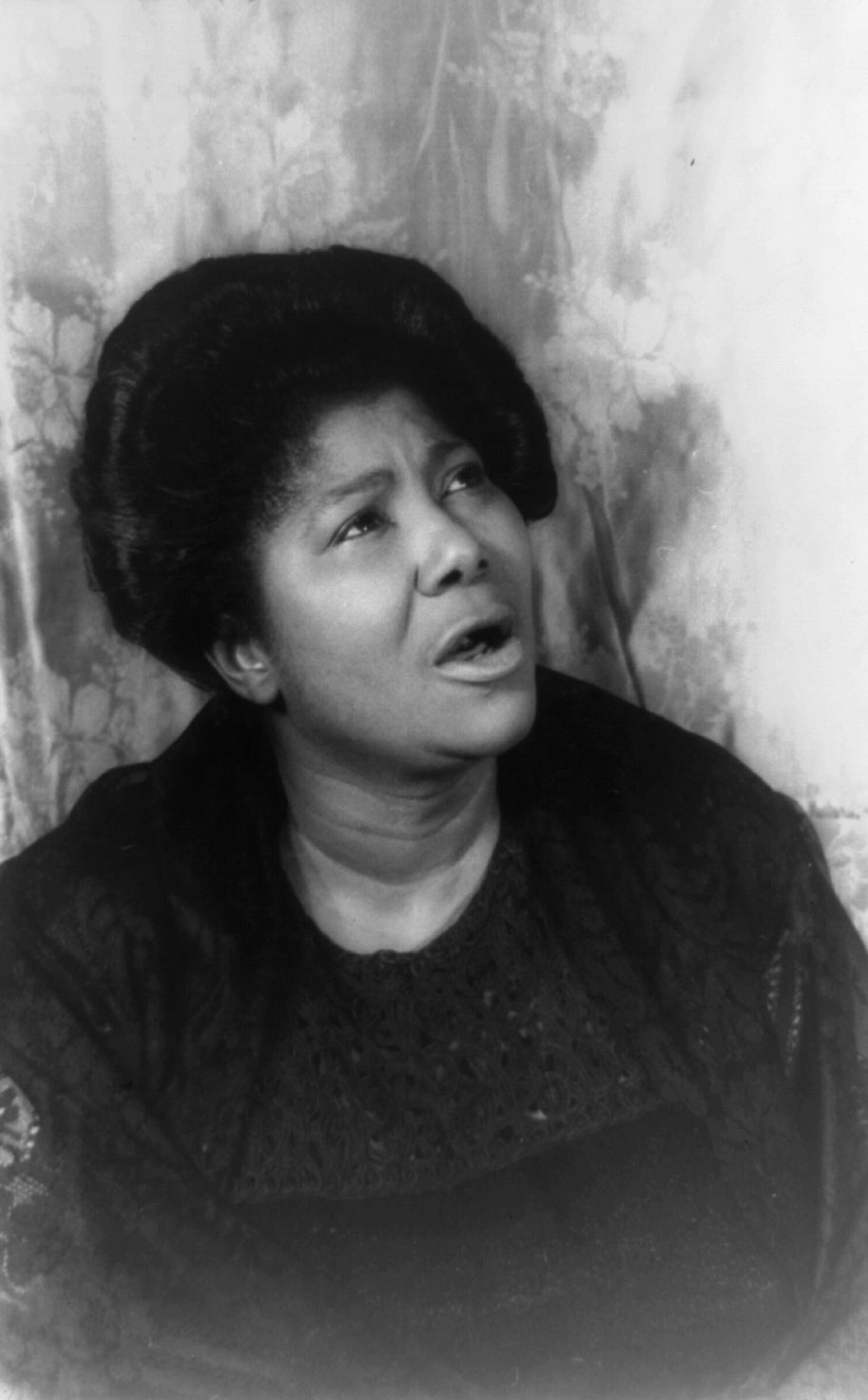
Mahalia Jackson, 1962
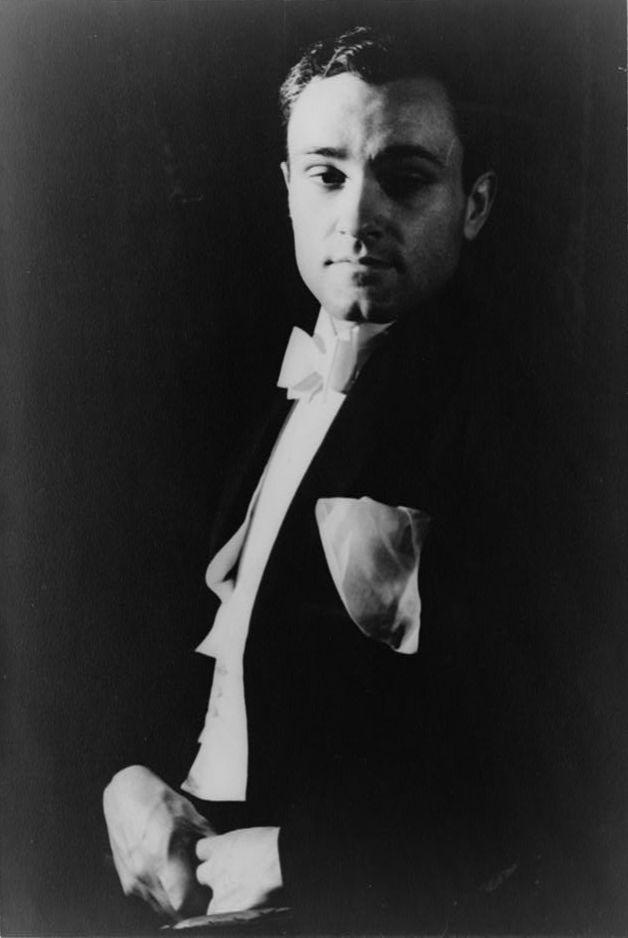
Philip Johnson, 1933
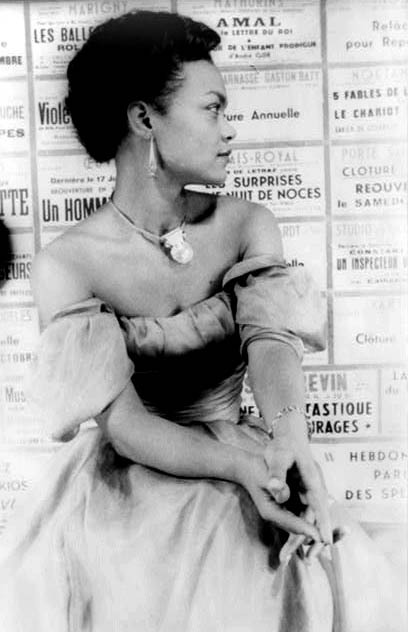
Eartha Kitt, 1952
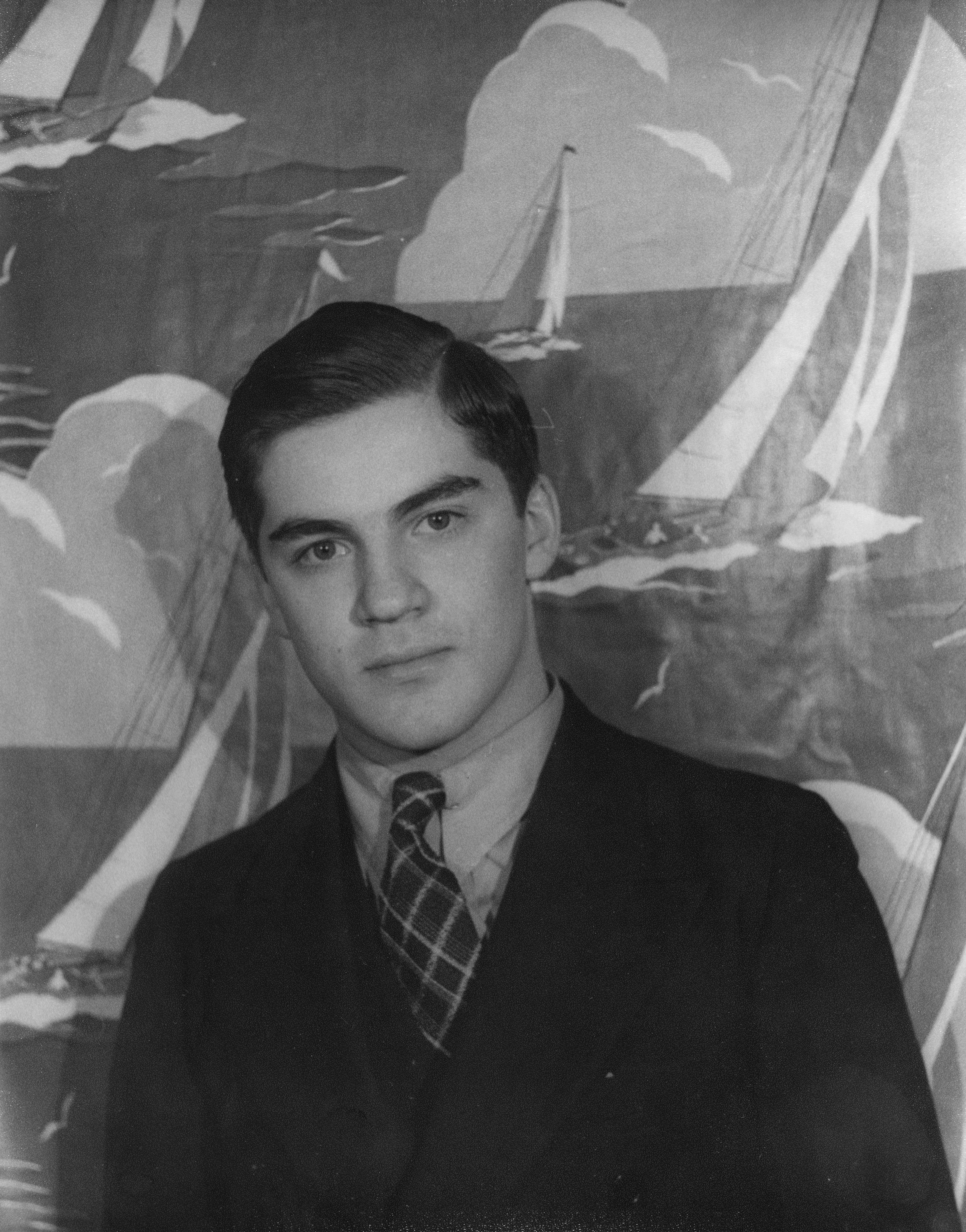
Victor Kraft, 1935
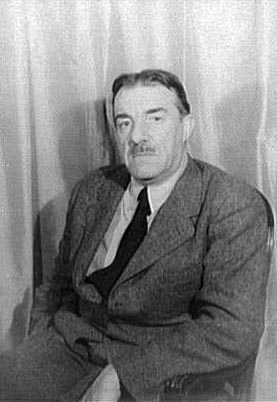
Fernand Léger, 1936
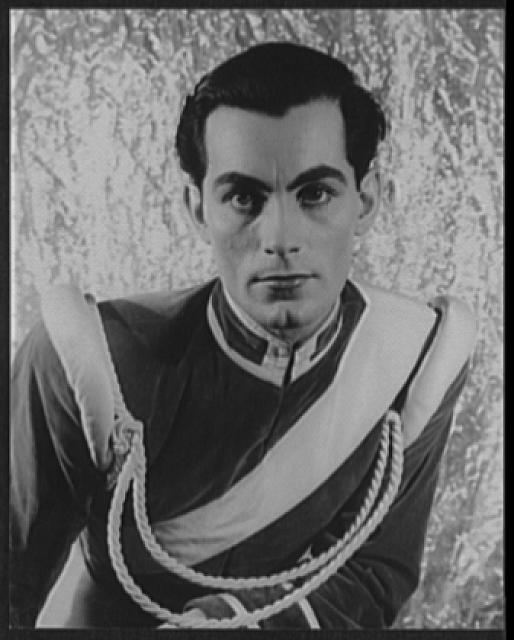
Hugh Laing, 1940
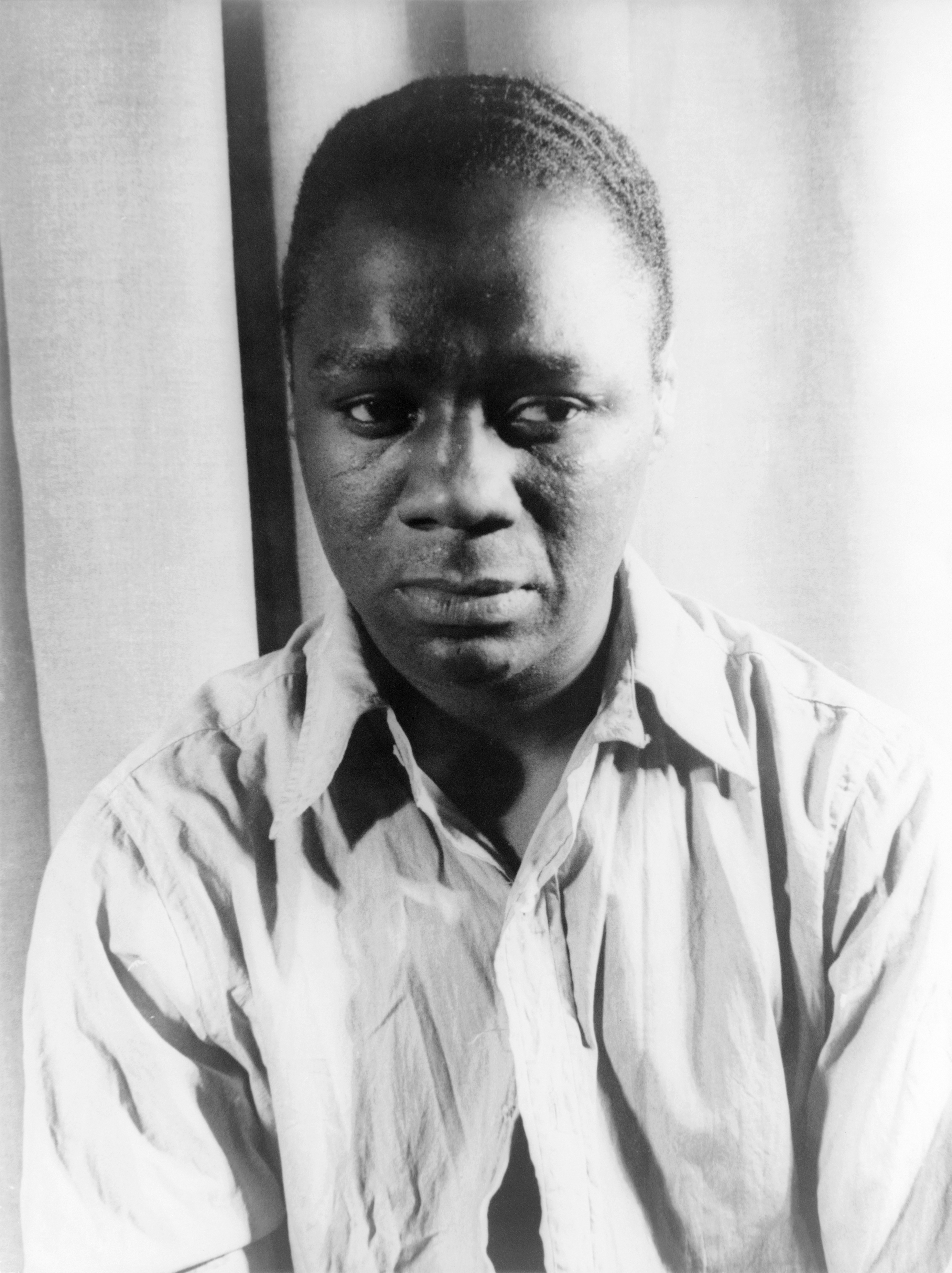
Canada Lee, 1941
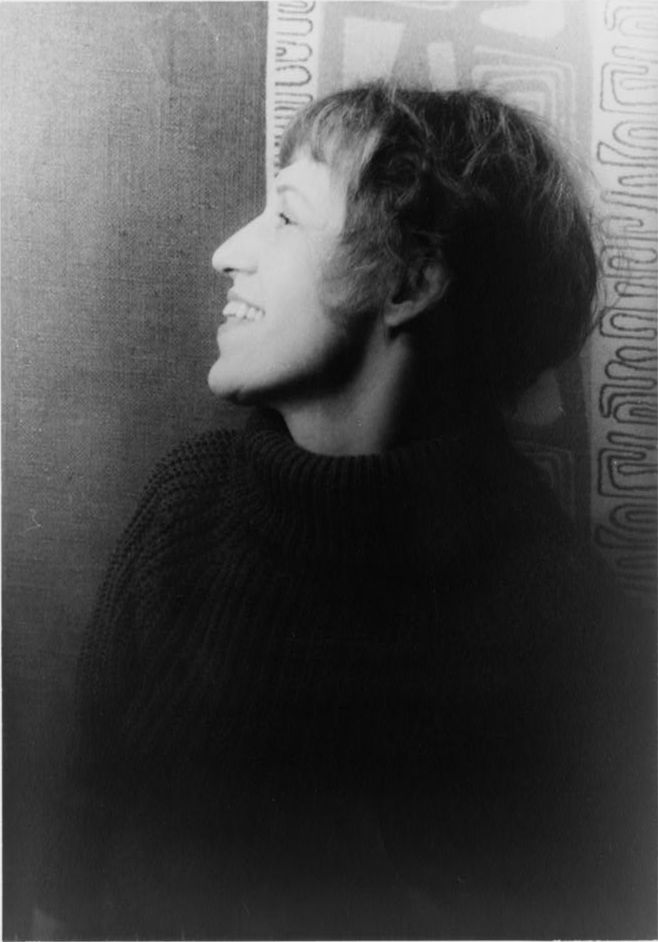
Lotte Lenya, 1962
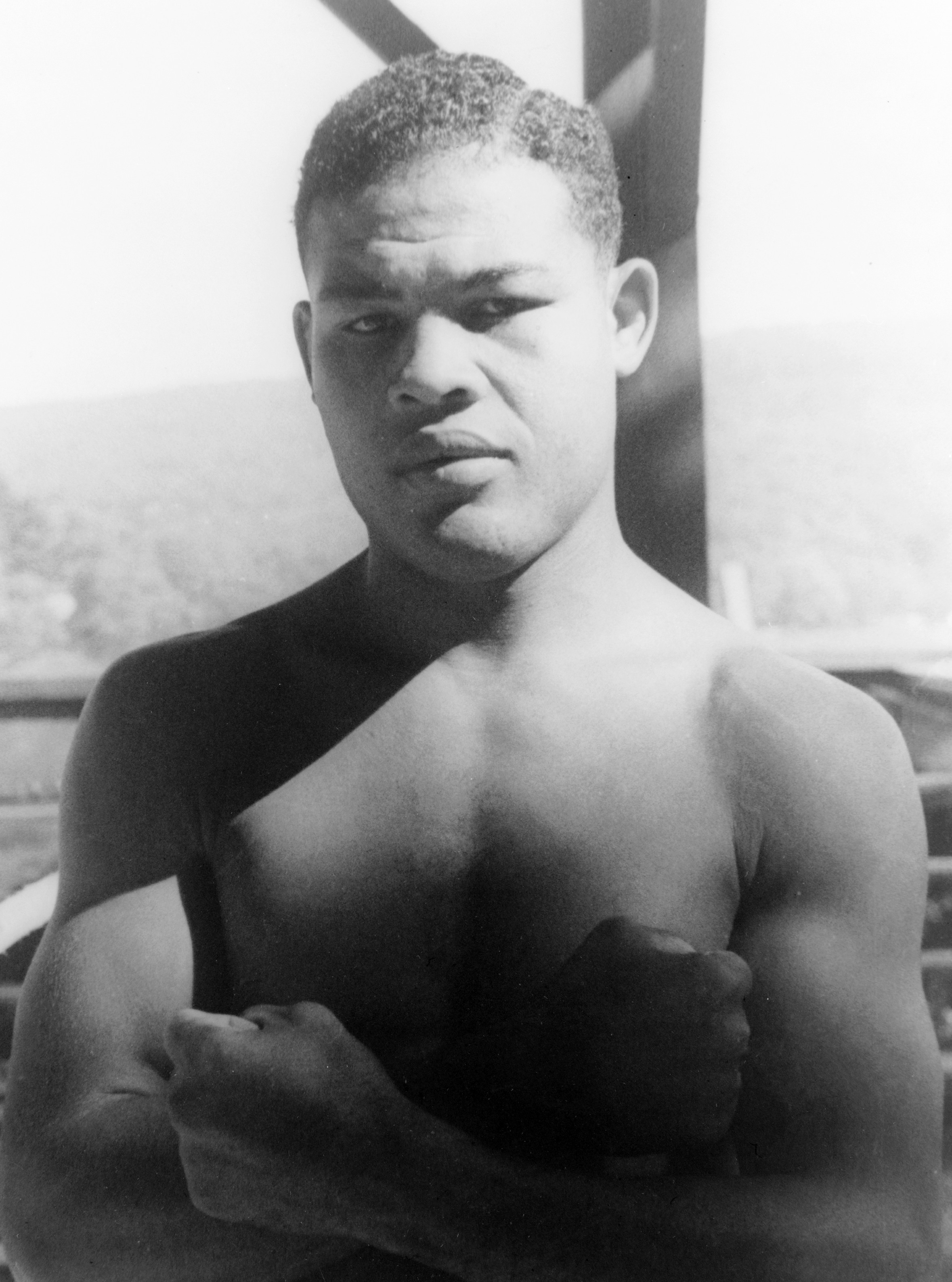
Joe Louis, 1941
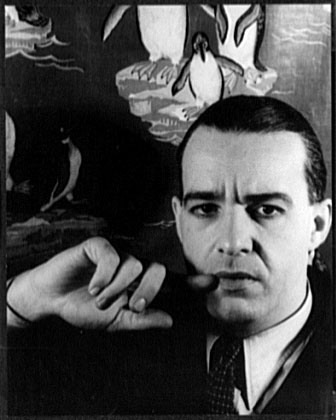
Alfred Lunt, 1932
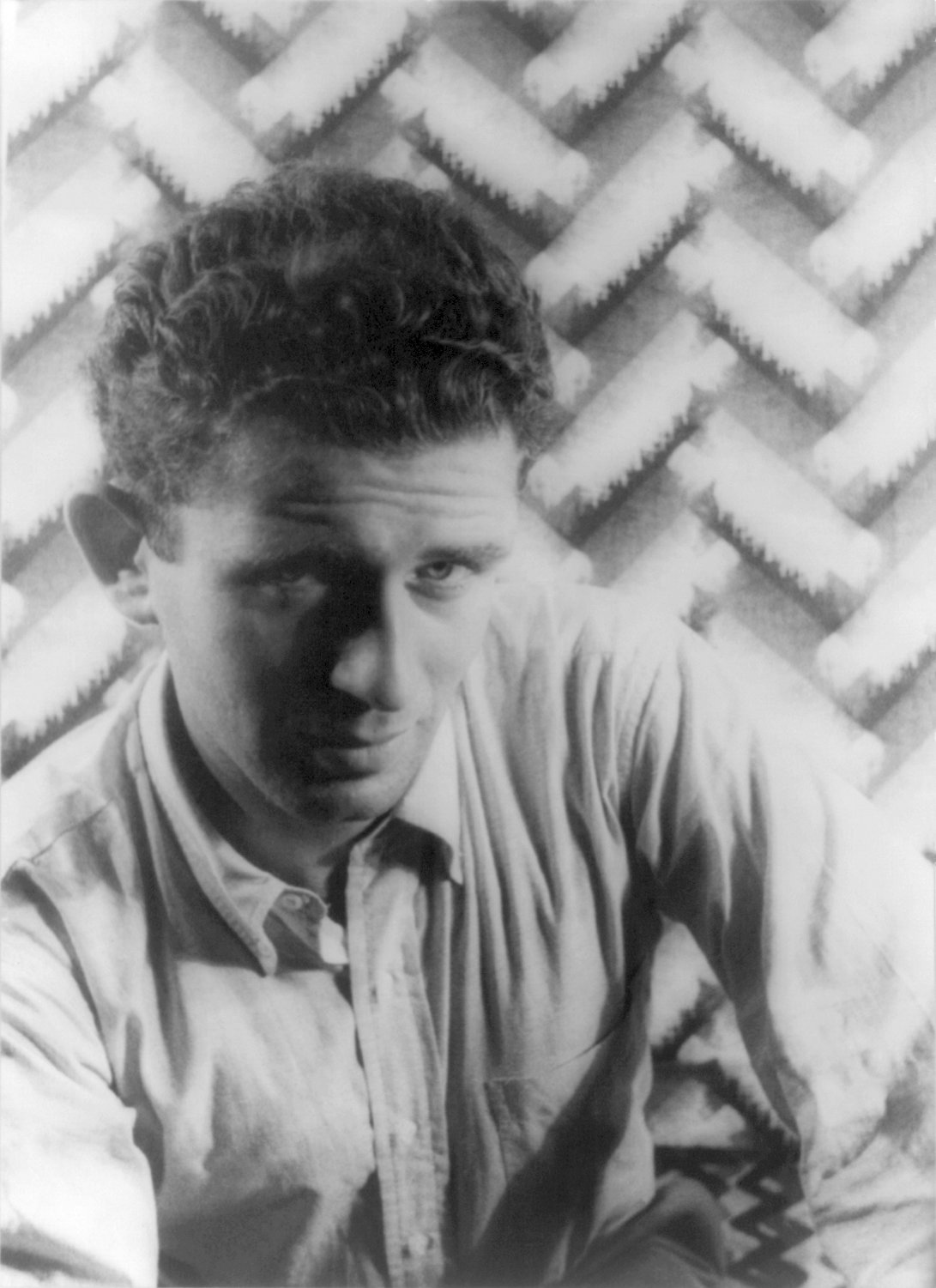
Norman Mailer, 1948
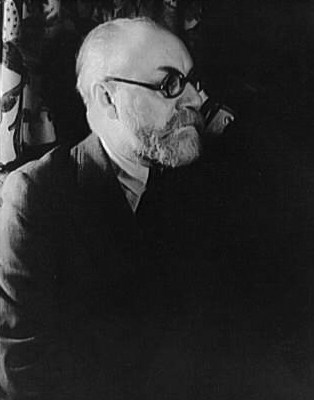
Henri Matisse, 1933
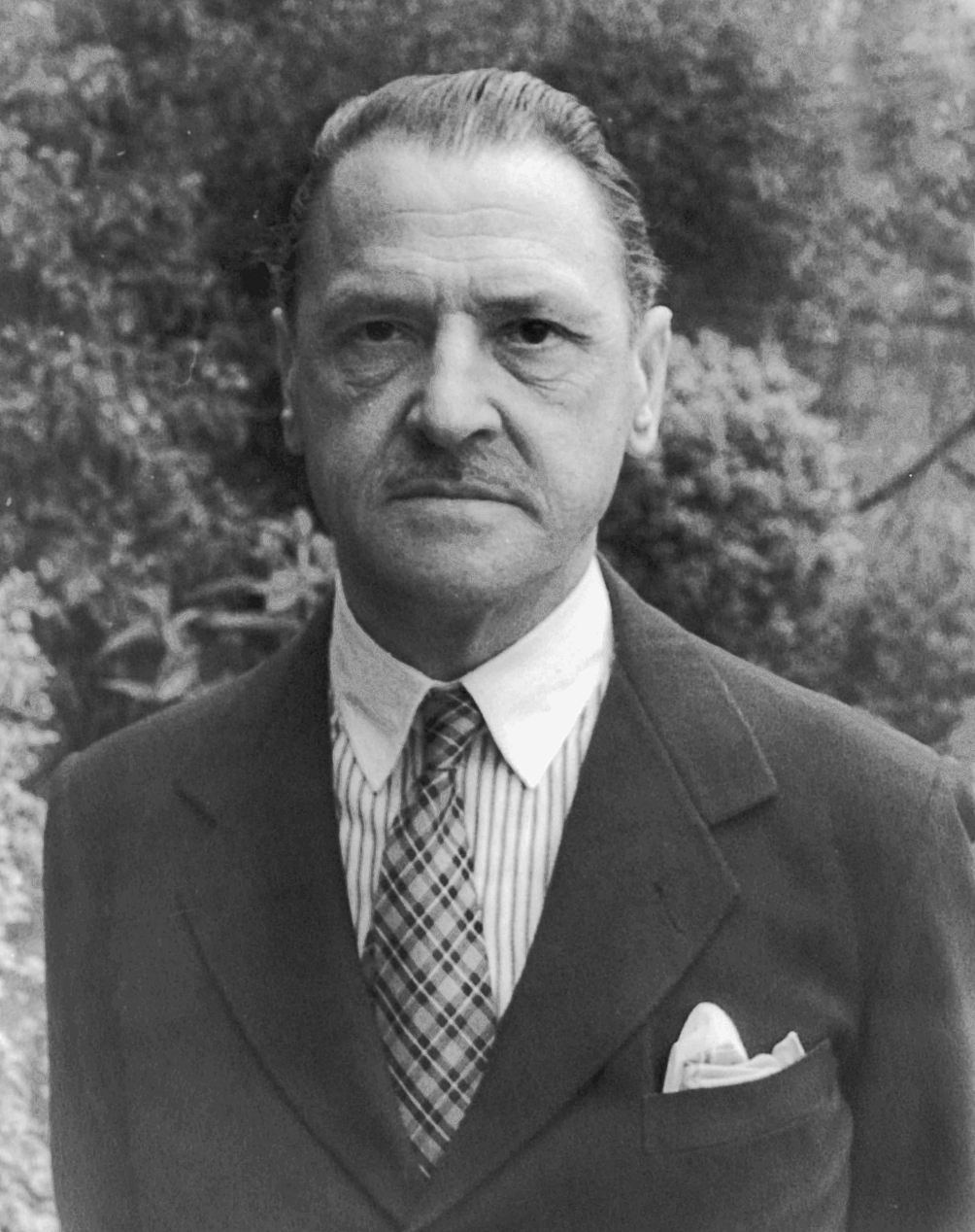
Somerset Maugham, 1934
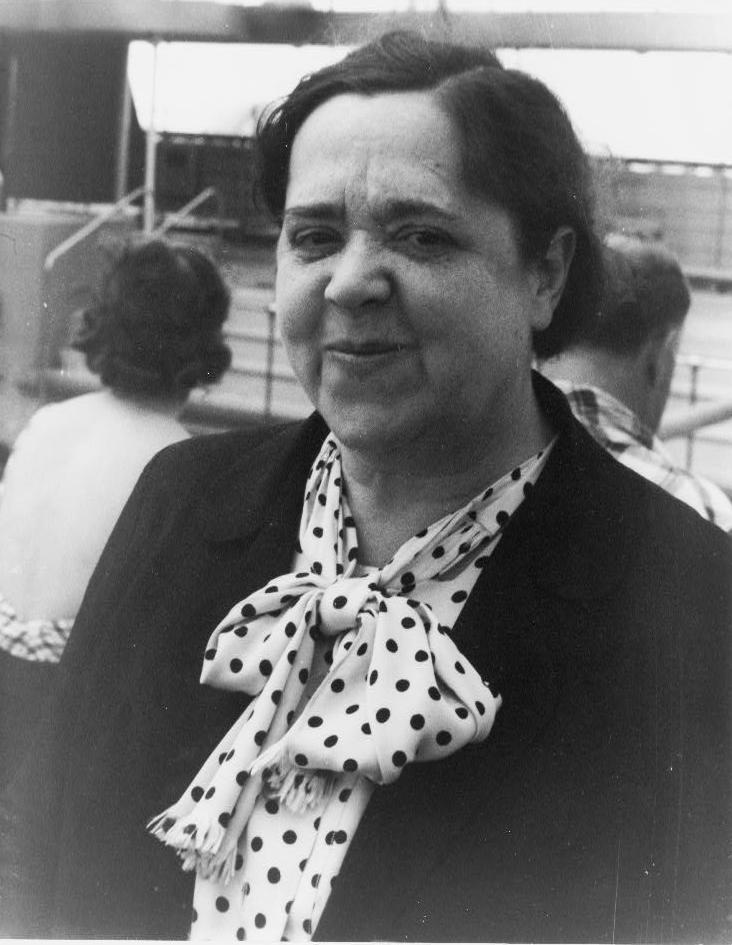
Elsa Maxwell, 1935
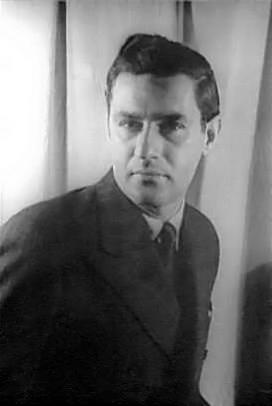
Gian Carlo Menotti, 1944
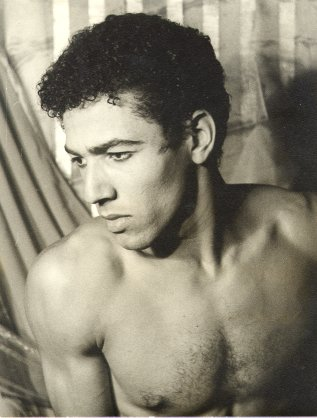
Francisco Moncion, 1947
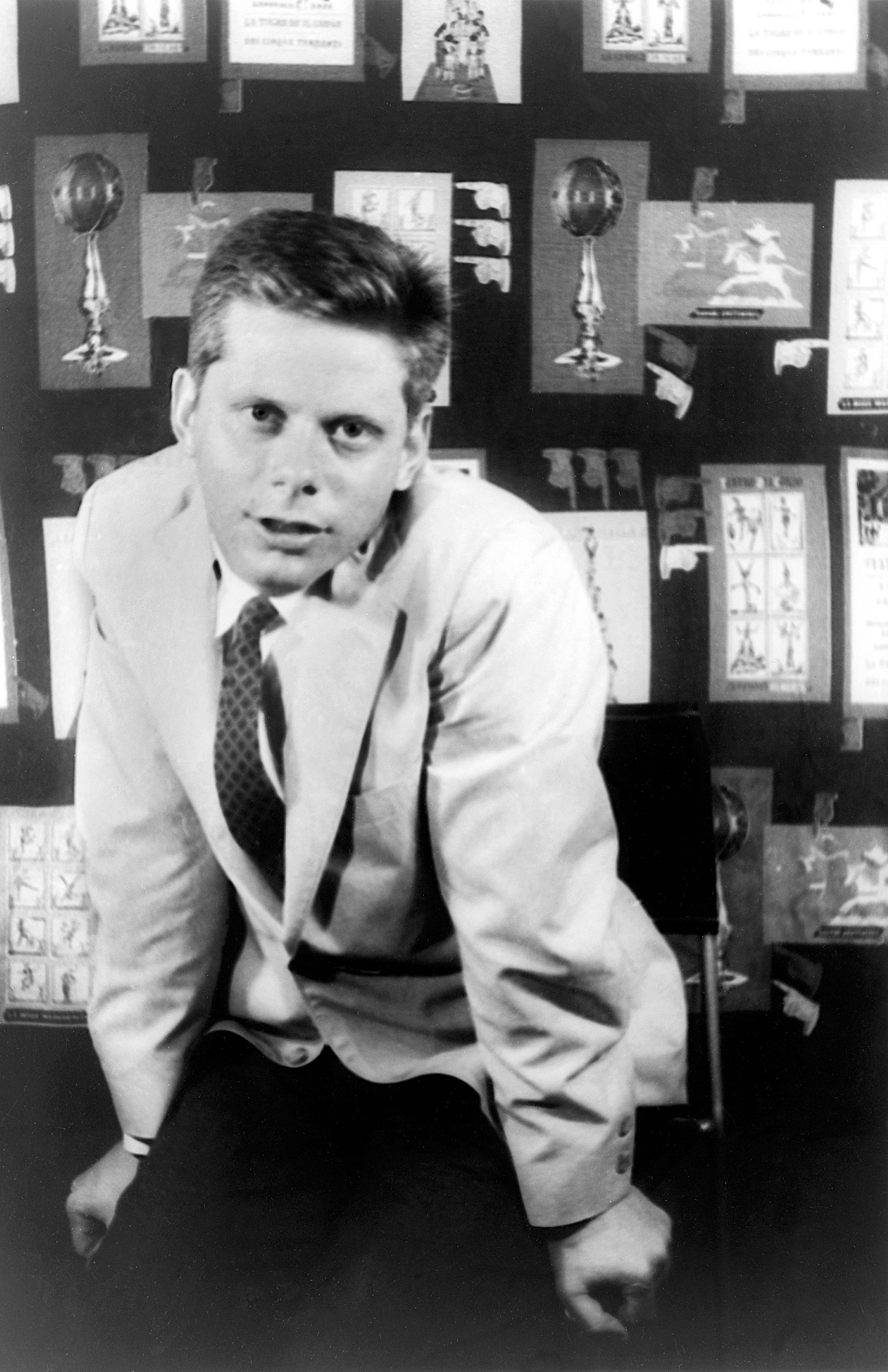
Robert Morse, 1958
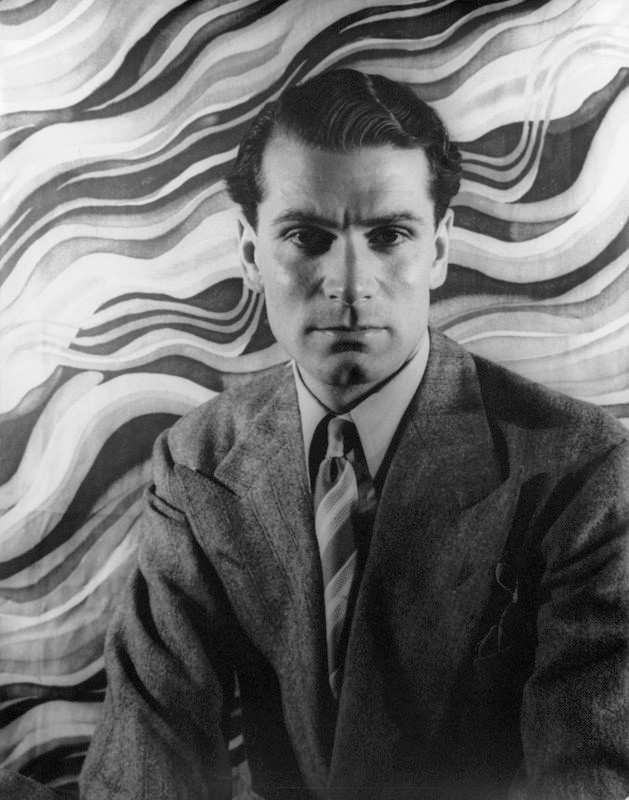
Laurence Olivier, 1939
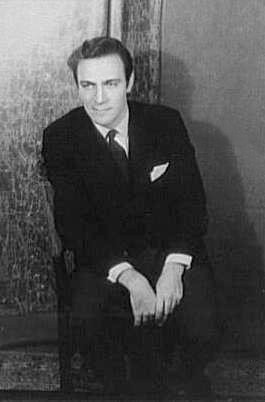
Christopher Plummer, 1959
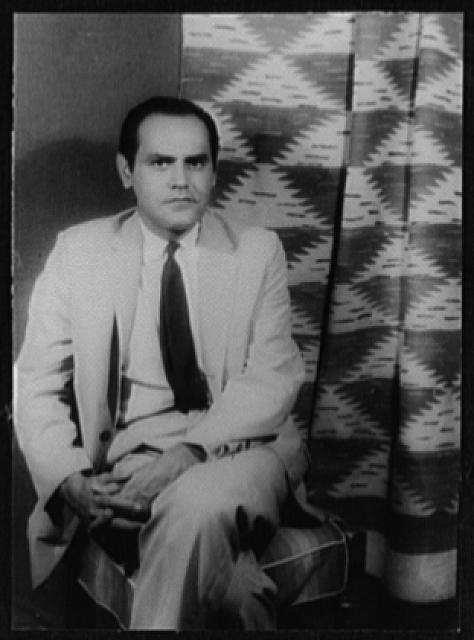
José Quintero, 1958
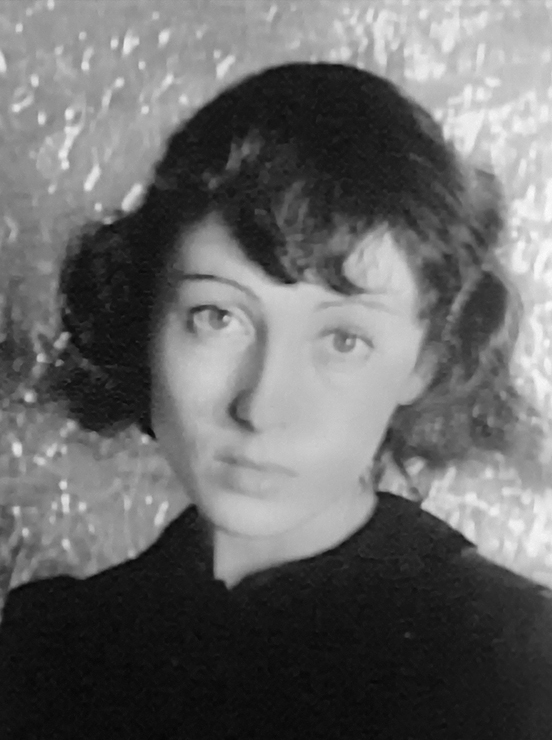
Luise Rainer, 1937
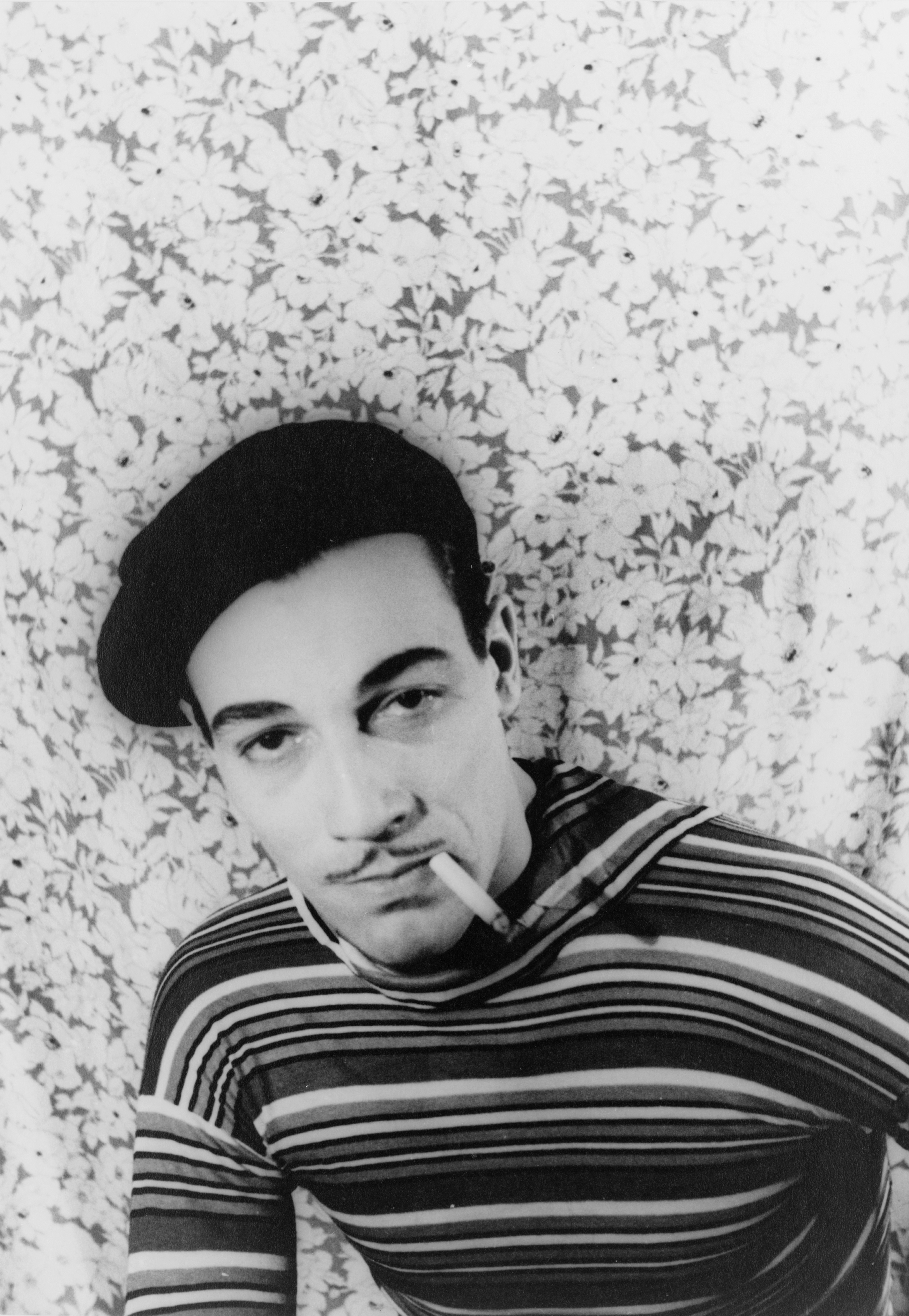
Cesar Romero, 1934
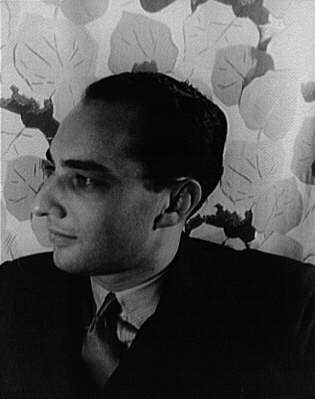
Arthur Schwartz, 1933
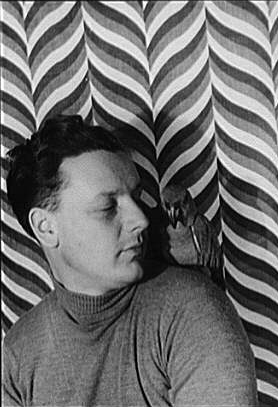
Walter Slezak, 1934
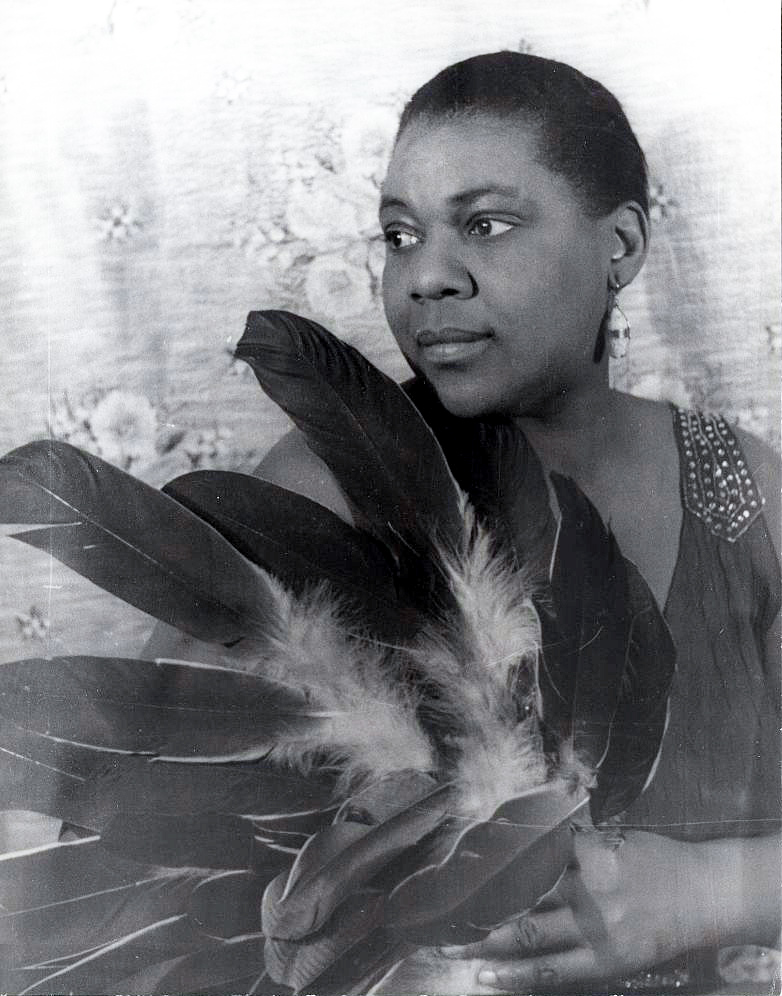
Bessie Smith, 1936
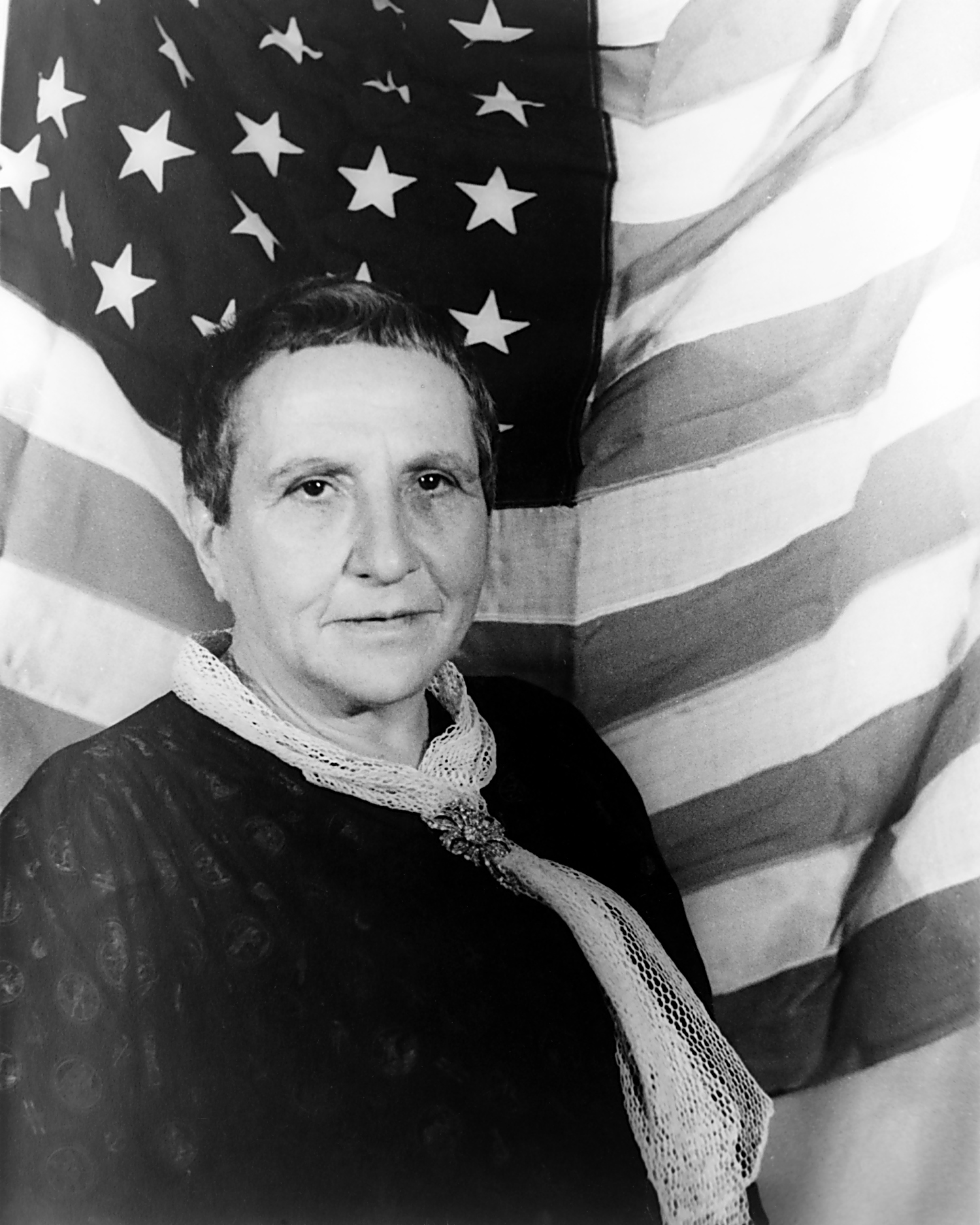
Gertrude Stein, 1935
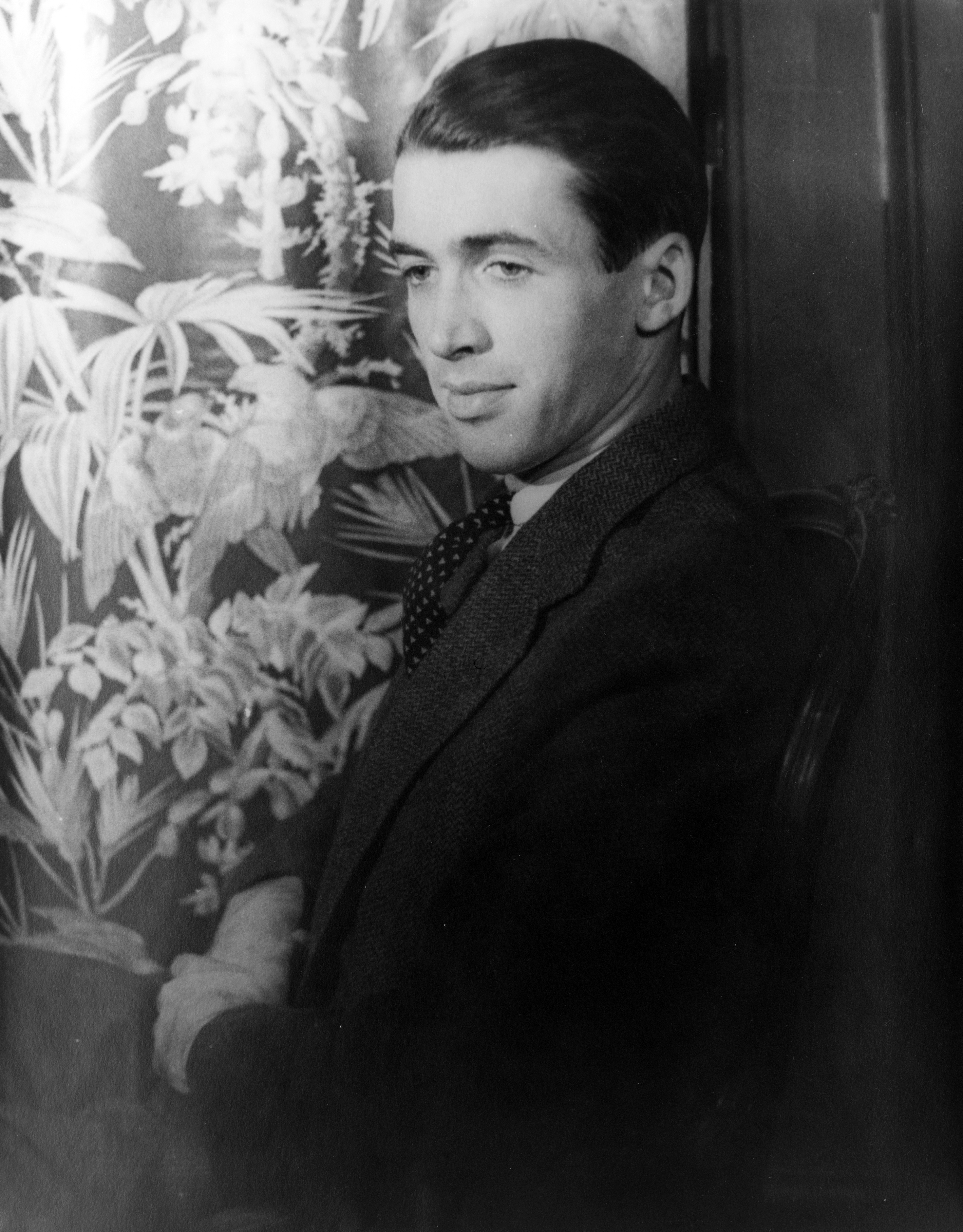
James Stewart, 1934
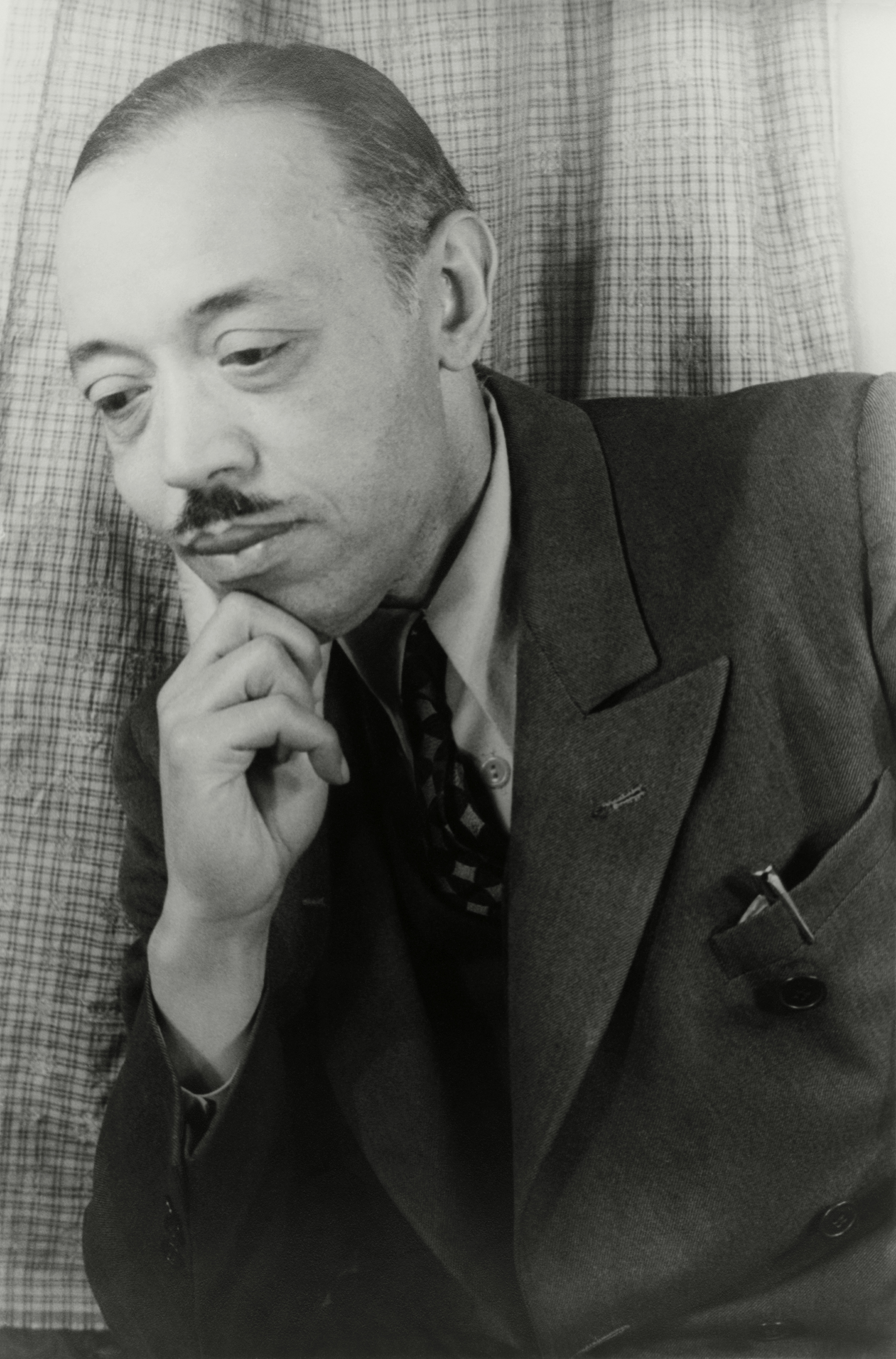
William Grant Still, 1949
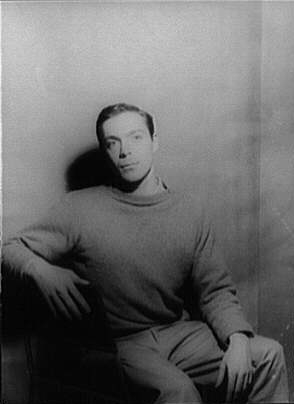
Paul Taylor, 1960
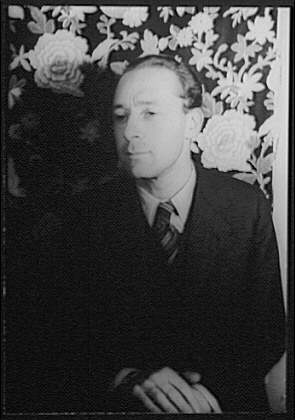
Pavel Tchelitchew, 1934
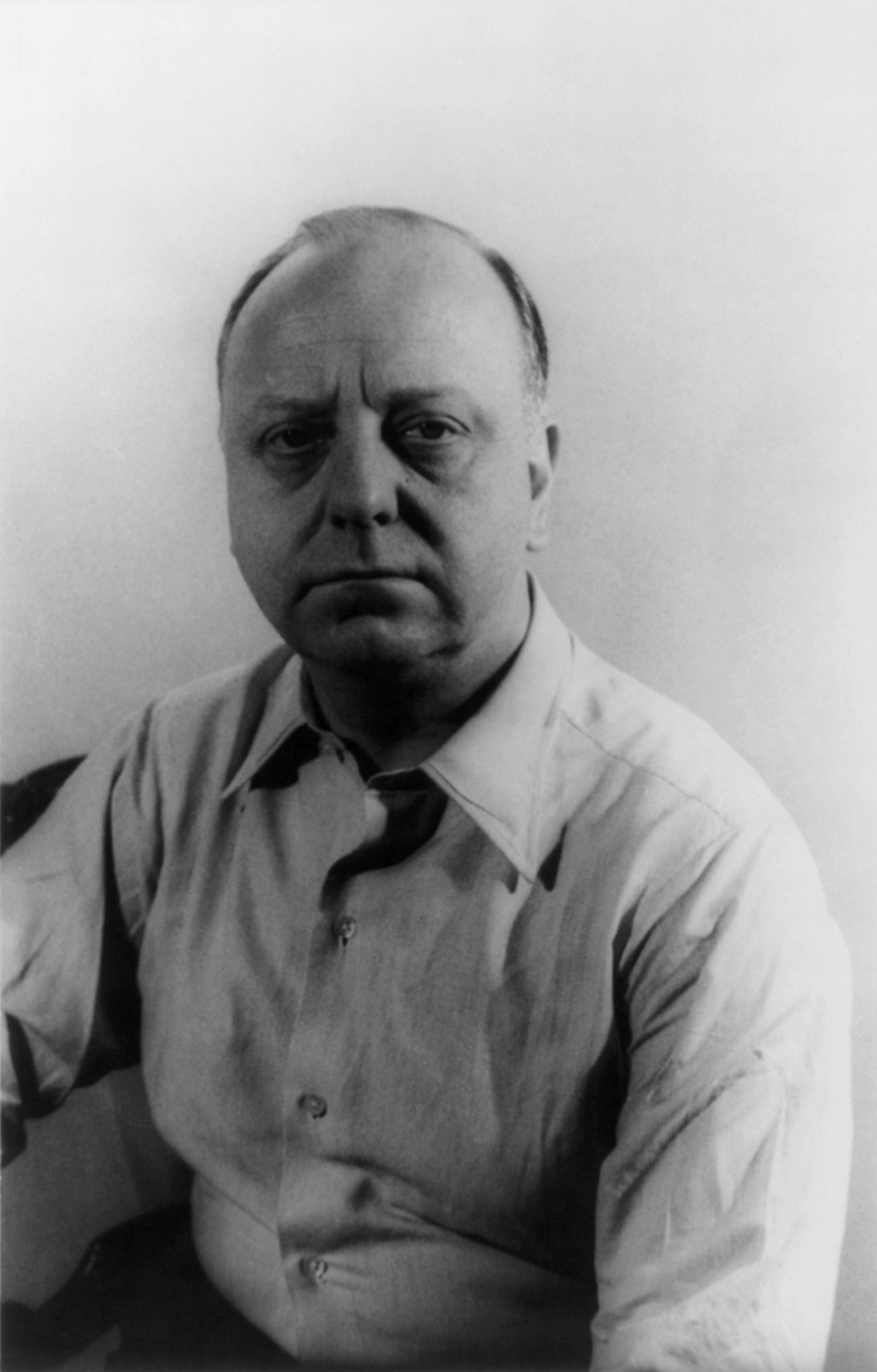
Virgil Thomson, 1947
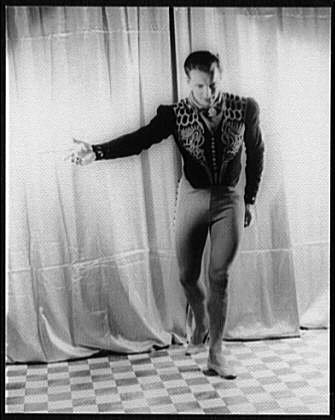
Antony Tudor, 1941
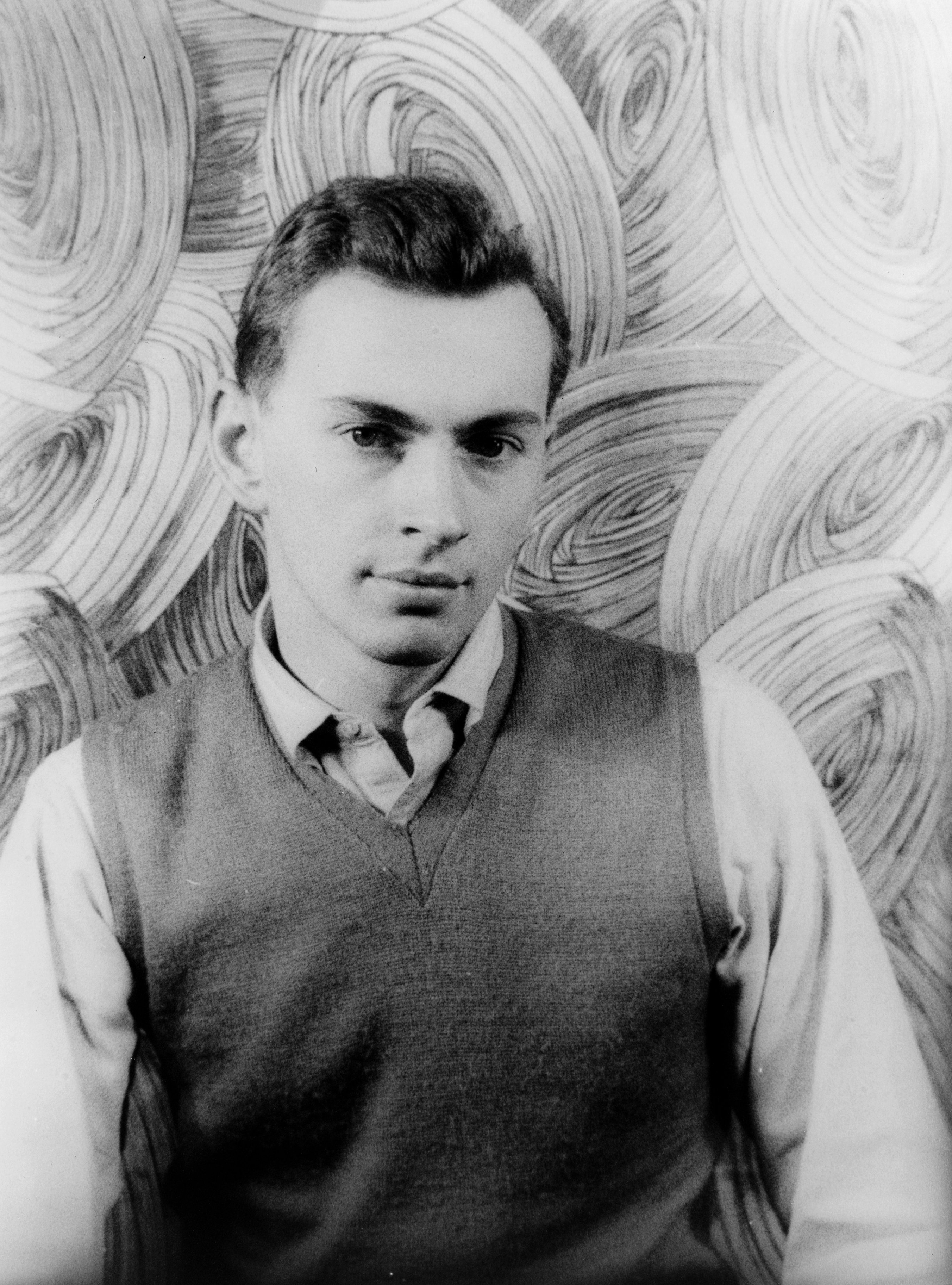
Gore Vidal, 1948
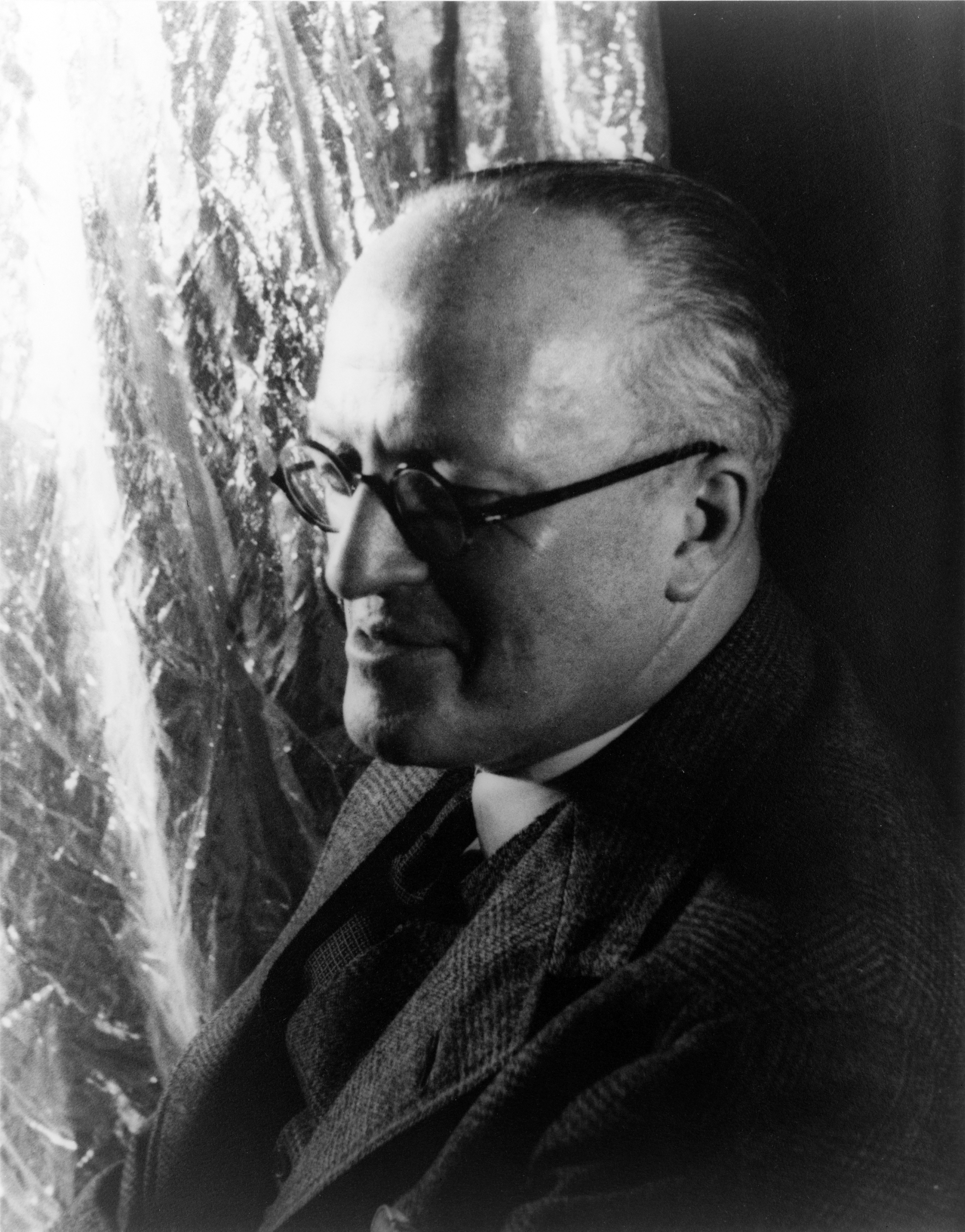
Hugh Walpole, 1934
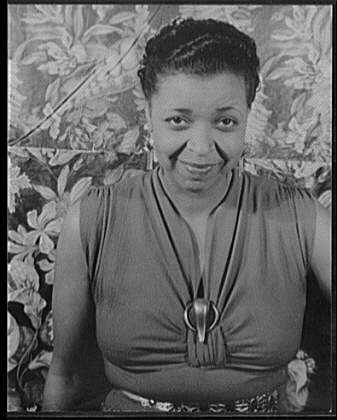
Ethel Waters, 1938
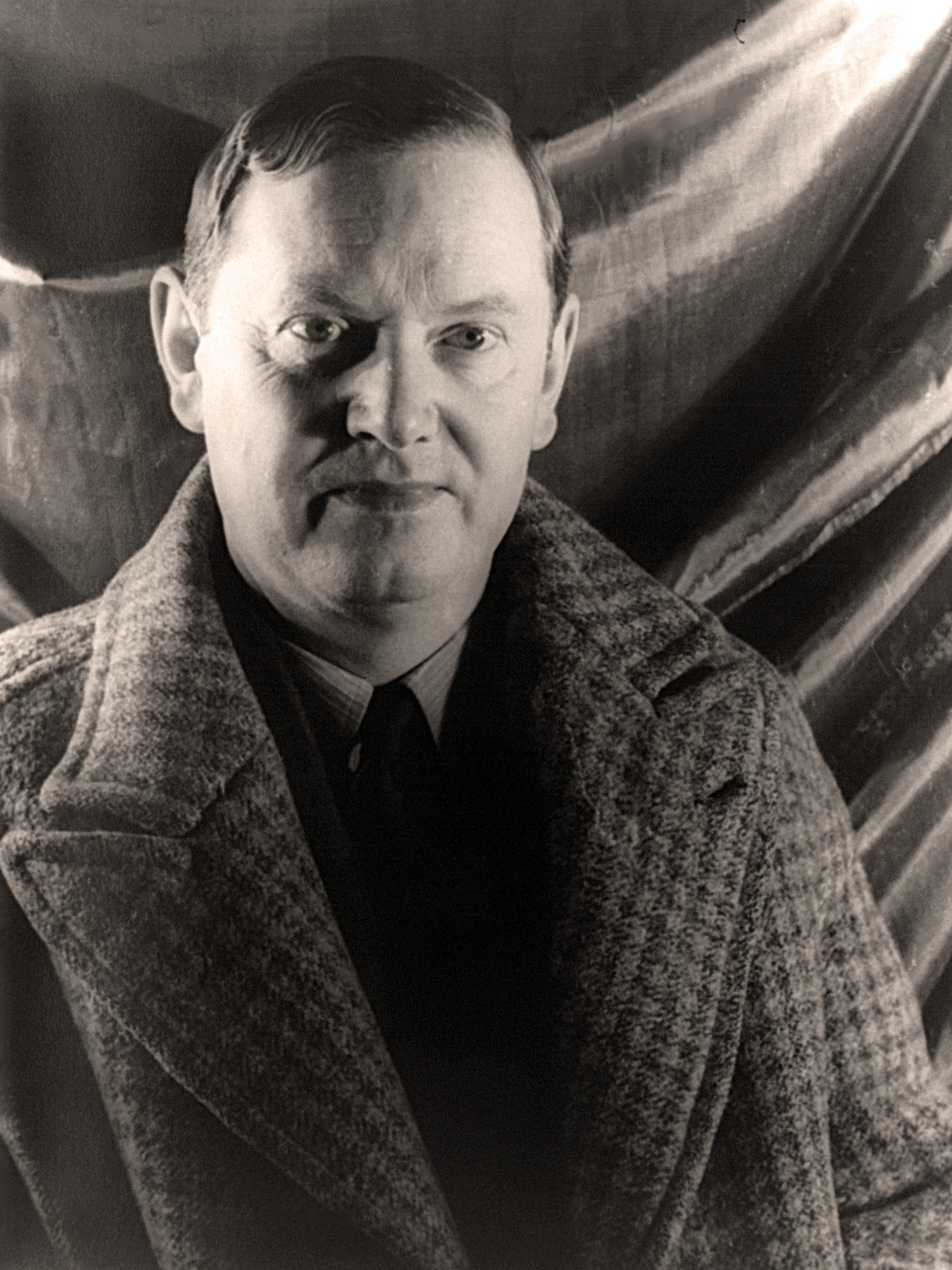
Evelyn Waugh, 1940
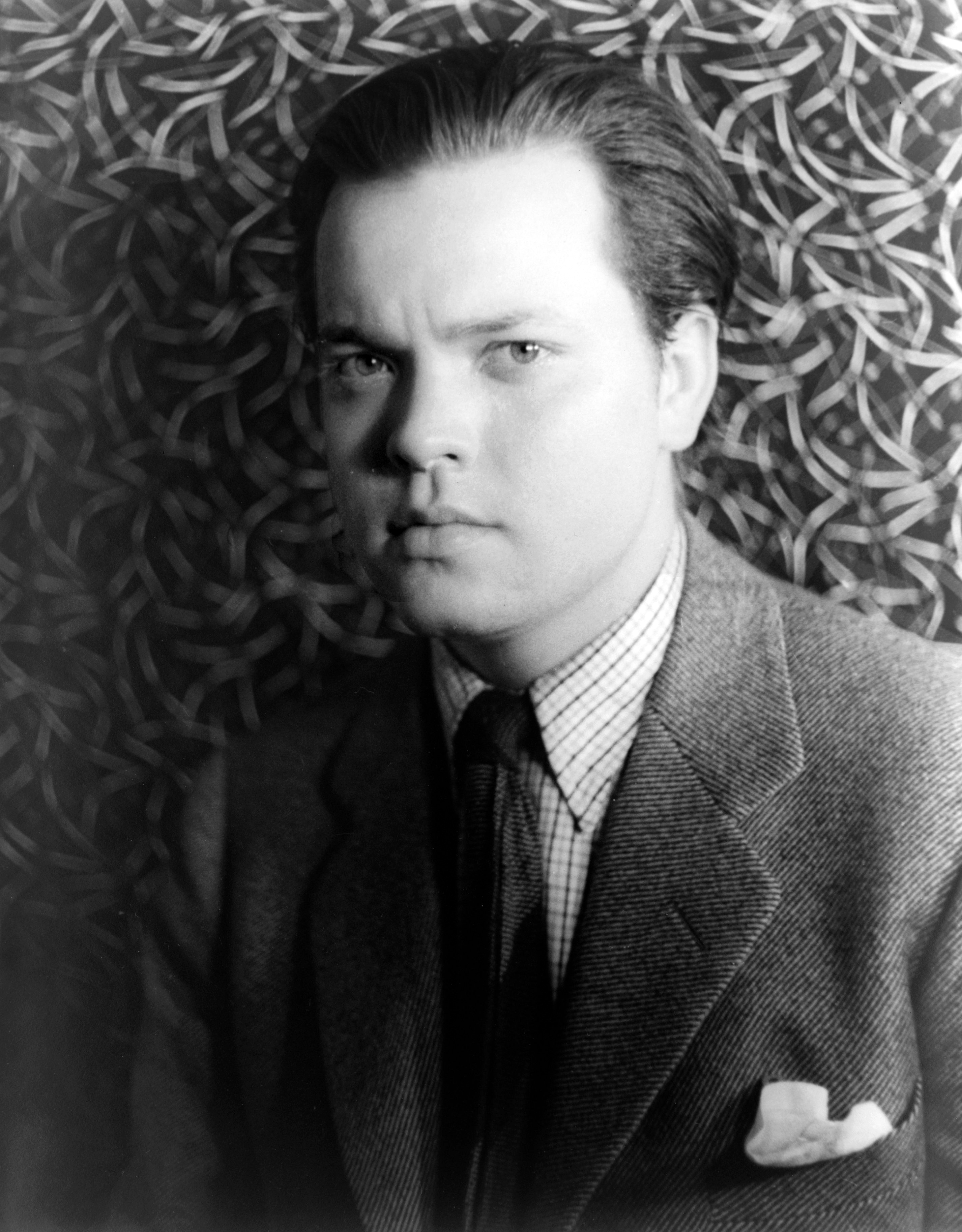
Orson Welles, 1937
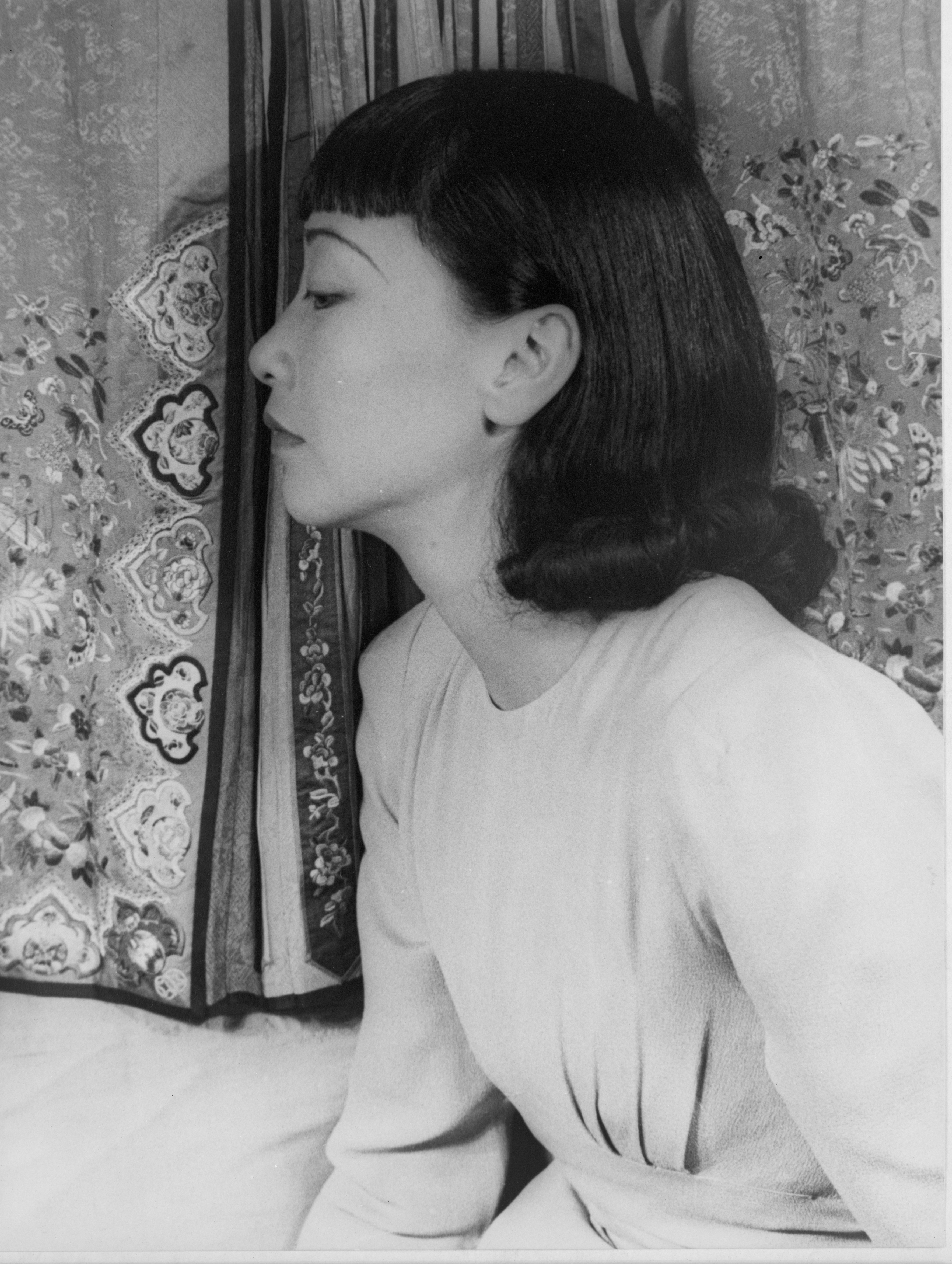
Anna May Wong, 1939
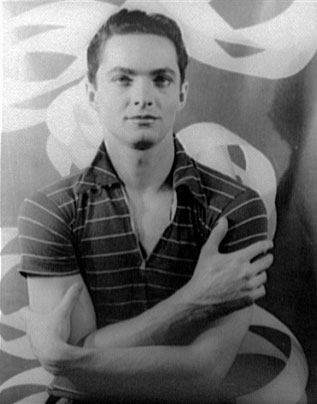
George Zoritch, 1942